# Bad Tölz

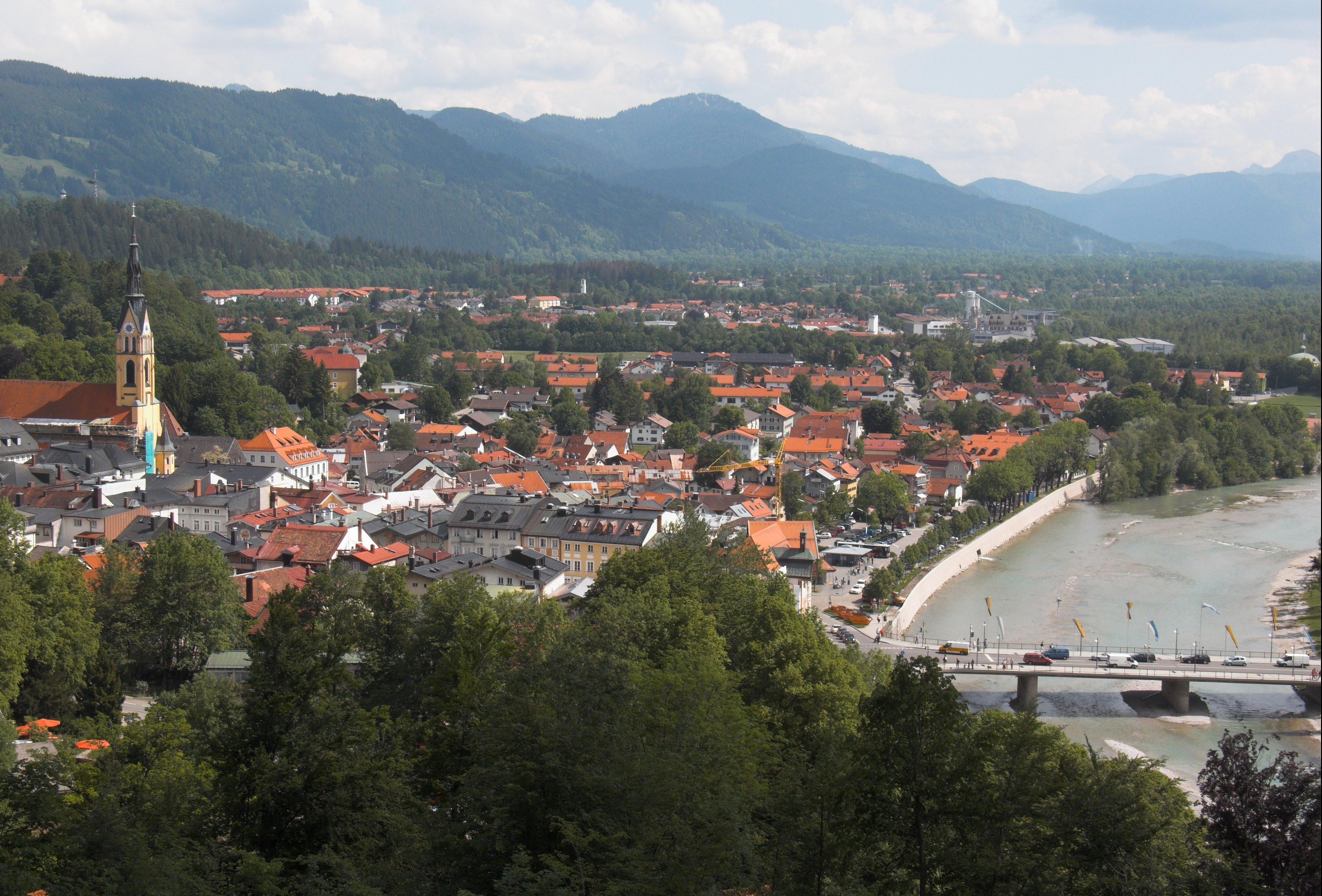
Blick auf den Ort und die Isar vom Kalvarienberg

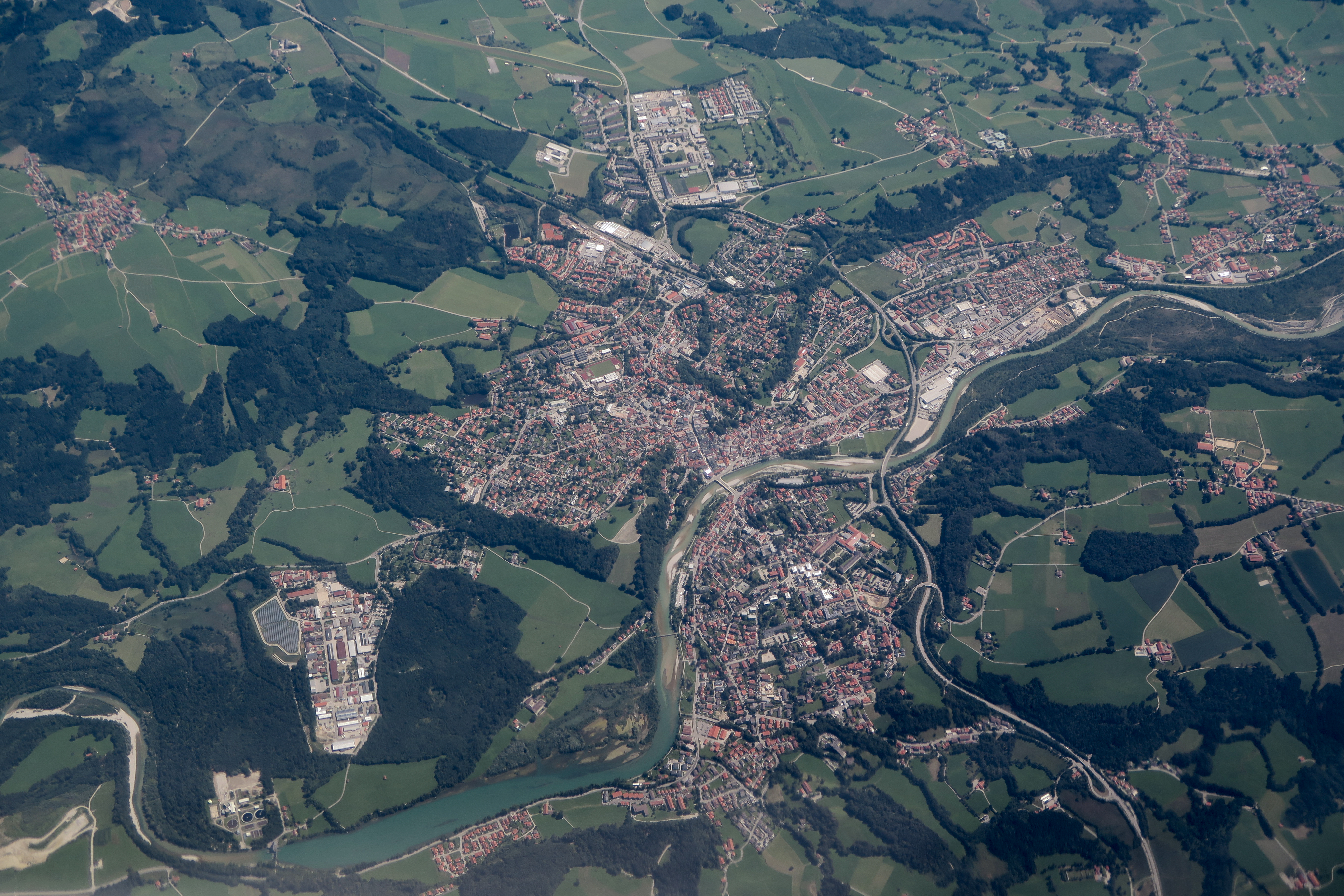
Luftbild

Bad Tölz (bis 1899 Tölz) ist die Kreisstadt des oberbayerischen Landkreises Bad Tölz-Wolfratshausen. Die Kurstadt liegt an der Isar rund 50 Kilometer südlich von München und zählt gut 20.000 Einwohner. Sie ist das wirtschaftliche und kulturelle Zentrum des Altlandkreises (Bezirk) Bad Tölz und ist für ihre Altstadt, die Nähe zu den Bergen und die Tölzer Leonhardifahrt bekannt.

## Geografie

### Lage
Der Ort liegt im mittleren Isartal, am nördlichen Eingang zum Isarwinkel, von wo man auf die bayerischen und Nordtiroler Kalkalpen blickt. Die Kreis- und Kurstadt liegt auf ca. 650 bis 700 m ü. NHN und ist somit eine der höchstgelegenen Kreisstädte Deutschlands. Die Landeshauptstadt München im Norden ist rund 50 Kilometer entfernt, Garmisch-Partenkirchen im Südwesten erreicht man nach 56 Kilometern. Die ehemalige Kreisstadt Wolfratshausen und Geretsried als weitere Zentren im Norden des Landkreises Bad Tölz-Wolfratshausen sind 25 bzw. 20 Kilometer entfernt.
Bad Tölz ist umgeben von der Tölzer Moorachse.

### Gemeindegliederung
Es gibt 15 Gemeindeteile (in Klammern ist der Siedlungstyp angegeben). Außer dem Gemeindesitz Bad Tölz entstammen sämtliche Gemeindeteile der einstigen Gemeinde Kirchbichl:
- Abrain (Weiler)
- Bad Tölz (Stadt) (Hauptort)
- Eichmühle (Weiler)
- Ellbach (Pfarrdorf)
- Feichten (Weiler)
- Hintersberg (Einöde)
- Kirchbichl (Kirchdorf)
- Kogl (Einöde)
- Mühlberg (Weiler)
- Oberhof (Einöde)
- Rain (Weiler)
- Ratzenwinkl (Weiler)
- Reut (Weiler)
- Roßwies (Weiler)
- Schnaitt (Weiler)

### Nachbargemeinden
Alle Nachbargemeinden liegen im Landkreis Bad Tölz-Wolfratshausen.
|             | Dietramszell                                | Sachsenkam     |
| Wackersberg | Kompassrose, die auf Nachbargemeinden zeigt | Reichersbeuern |
|             | Gaißach                                     | Greiling       |

### Klima

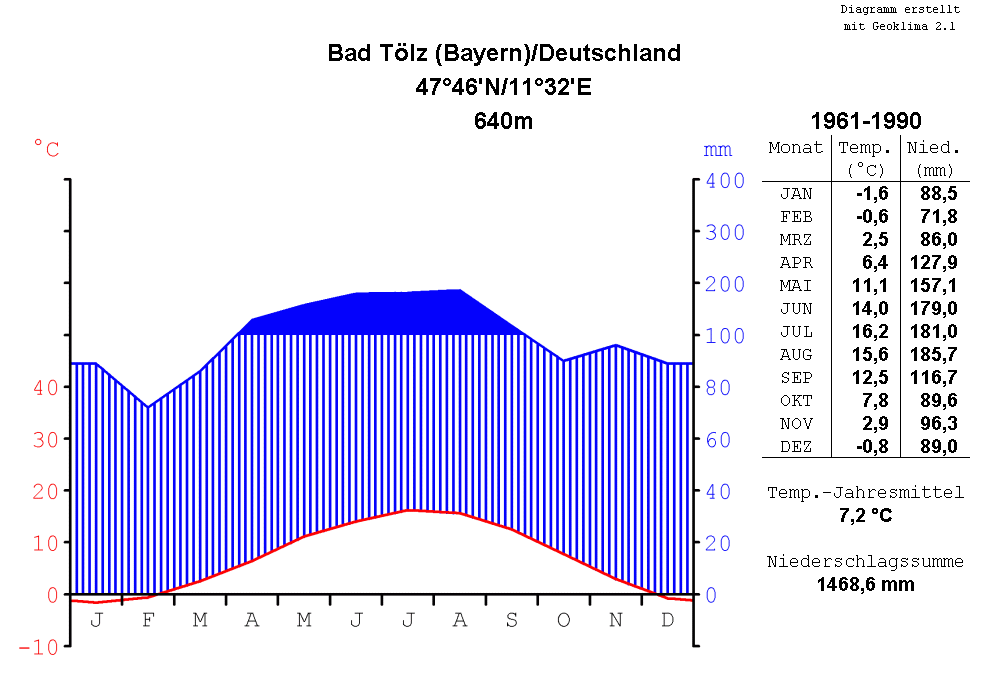
Klimadiagramm von Bad Tölz

Das Klima in Bad Tölz wird durch die Klimazone der Mittelbreiten bestimmt und lässt sich somit als gemäßigt klassifizieren. Die Jahresdurchschnittstemperatur liegt bei 7,7 °C. Innerhalb eines Jahres fallen 1581 mm Niederschlag, wobei diese auf das ganze Jahr gleichmäßig verteilt sind. Der niederschlagsärmste Monat ist der Februar mit 85 mm, im Juni hingegen fällt am meisten Regen mit 192 mm auf dem Quadratmeter. Bad Tölz weist ganzjährig humide Monate auf. Der wärmste Monat des Jahres ist der Juli mit 18,3 °C, der kälteste Monat der Januar mit −0,6 °C Durchschnittstemperatur (Stand: 2016 – 2021).
Die Tageshöchstwerte liegen bei 14 °C im Jahresmittel, nachts kühlt es auf 4 °C ab. Die Höchsttemperatur innerhalb eines Jahres beträgt 25 °C, die Tiefsttemperatur −7 °C.
Pro Monat verzeichnet Bad Tölz ca. 84,9 Sonnenstunden. Der Juli ist dabei Rekordhalter mit 9,9 Sonnenstunden pro Tag, im Januar hingegen liegen die Werte mit 4,8 Sonnenstunden pro Tag auf dem Tiefpunkt des Jahres. Die Luftfeuchtigkeit liegt im Jahr zwischen 70 % und 80 %.
Heilklima
Seit 1969 trägt Bad Tölz den Titel „Heilklimatischer Kurort“. Als Luftkurort zeichnet sich die Stadt besonders durch einen geringen Schadstoffgehalt in der Luft sowie geringe Belastung durch Pollen, Feinstaub und Allergene aus. Des Weiteren sind Belastungsfaktoren wie drückende Hitze oder nasskaltes Wetter nur in geringem Umfang vorhanden. Seit 2005 ist Bad Tölz zudem ein „anerkanntes Moorheilbad“.

## Geschichte

### Frühgeschichte und Mittelalter
Ab 550 siedelten erstmals Bajuwaren auf dem Gebiet des Rieds, dem heutigen Mühlfeld, am östlichen Isarufer. Im 7. Jahrhundert wurden diese heidnischen Bajuwaren von Rupert von Salzburg zum Christentum gezwungen, dieser ließ dort zudem ein St.-Michaelis-Baptisterium errichten. Diese Siedlung, Reginried genannt, fiel jedoch marodierenden Ungarn zum Opfer. Neben dieser Ansiedlung auf dem Mühlfeld entstand mit dem Gries am Isarufer eine zweite, wo sich vor allem Flößer, Kalkbrenner und andere Handwerker niederließen. Im Ried siedelten vor allem Schmiede und Wagner, die von der Lage an der Salzstraße, die aus Reichenhall und Hallein Richtung Allgäu führte, profitierten. Ab dem 9. Jahrhundert entstanden dort viele Wetzstein- und Sägemühlen am Ellbach, worauf sich der Name Mühlfeld bezieht.
Tölz wurde 1155 erstmals urkundlich als „Tolnze“ erwähnt. Zurück geht der Name auf Hainricus de Tolnze (Heinrich von Tollenz), der aus einem Ort nahe Pressath in der Oberpfalz, dem heutigen Döllnitz, stammte. Urkunden von 1198 und 1202 erwähnen ihn auch als „Dominus Tolnzar de Hohenburc“. Um 1180 vermählte er sich mit Irmingard, der Tochter Gebhards von Hohenburg aus dem Geschlecht der Richer, der auf der Hohenburg in Lenggries beheimatet war. Durch seine Teilnahme an Reichs- und Landtagen galt Heinrich von Tollenz als angesehener herzoglicher Lehensträger. Auf dem Gebiet der heutigen Stadtpfarrkirche ließ er ab 1180 die erste Tölzer Burg errichten, daneben die erstmals 1262 als „Kapella Tolnze“ erwähnte Kirche.
Ludwig I. beauftragte Heinrich mit der weiteren Erschließung des Isarwinkels. Dadurch wuchsen die beiden Siedlungskerne Gries und Mühlfeld zusammen, verbunden durch den Sämerpfad, wo vor allem Lager- und Wirtshäuser entstanden. Aus diesem Sämerpfad wurde später die Marktstraße, bekam diesen Namen aber erst 1624, als der Ort ein staatliches Salzamt erhielt. Laut Stephan Bammer sei die Marktstraße aber im 13. Jahrhundert planmäßig errichtet worden.
Georg Westermayer, der Verfasser der erstmals 1871 veröffentlichten „Chronik der Burg und des Marktes Tölz“, wofür er 1879 mit dem Ehrenbürgerrecht ausgezeichnet wurde, nennt jedoch andere Ursprünge von Tölz. Laut Westermayer geht der Ort auf eine römische Siedlung names Tollentium oder nach anderen Quellen Tollusium zurück. Dabei beruft er sich auch auf Johannes Aventinus und dessen „Annales Bojorum Lips.“ sowie Karl Roth und seine „Beiträge zur deutschen Sprach-, Geschichts- und Ortsforschung“, der die frühen Ortsnamen tholanza sowie dolanza erwähnt. Des Weiteren beschrieb Westermayer die keltische Besiedlung der Region. Funde und Bodendenkmäler zeugen von dieser keltischen (etwa das Koronafeld bei Gaißach, Funde aus der Hallstattzeit) und später römischen Besiedlung des Gebietes, der Ortsname leite sich von keltischen tol für Tal ab. Eine römische Siedlung bestätigte der Historiker Wilhelm Schmidt, die zumindest seit der Zeit des Germanicus bestand. Diese römische Ansiedlung soll bereits ein wichtiger Knotenpunkt an mehreren Römerstraßen gewesen sein.
Hainricus de Tolnze stammte laut Westermayer nicht aus der Oberpfalz, sondern aus Schäftlarn. Er beweist ihn als Zeuge einer Schenkung 1180 von Rudiger von Lindahe und verweist auf Erwähnungen in einer Urkunde des Klosters Schäftlarn von 1182, wo er auch als Tolnzar mit seinen Rittern erwähnt wird. Andere Quellen sprechen ebenfalls gegen eine oberpfälzische Herkunft, so Stephan Glonners „Geschichtsnotizen fürs Isarthal“, der verwandtschaftliche Beziehungen zu früheren Herren der Hohenburg erwähnt, sowie Lang in seiner „Bavaria“, der ihn einem altansässigen Geschlecht zuordnet und dessen Verschwägerung mit Bernhard dem Jüngeren von Weilheim benennt. Heinrich von Tollenz verwaltete mehrere Burgen und aufgrund seines Ansehens begleitete er Otto von Wittelsbach bei dessen Verhandlungstagen. Diese führten ihn erst in die Oberpfalz, nach Amberg und Regensburg, neben den Grafen von Wasserburg und Falkenstein. Heinrich von Tollenz stand auch in der Gunst von Kaiser Heinrich VI., der ihn unter den berufenen Zeugen schon als „oberbayerischen Ritter“ erwähnt. Auch bei Ludwig dem Kelheimer fand sich Heinrich von Tollenz regelmäßig ein.
In seiner 2017 veröffentlichten „Kurzen Geschichte von Bad Tölz“ bezweifelt der Kulturwissenschafter Stephan Bammer aber die These des römischen Ursprungs von Tölz. Westermayer habe sich zu sehr auf Mutmaßungen von Aventinus gestützt. Bammer hingegen verweist auch auf den quellenkritischeren Historiker Josef Katzameyer. Die früheste Erwähnung eines auf „Tölz“ bezogenen Ortsnamen lässt sich erst ab dem 12. Jahrhundert nachweisen, tatsächlich sei der Ursprung aber weiterhin in der Siedlung Reginried zu suchen. Als Reginprehtesried wurde der Ort bereits 1073 erwähnt. Der Name bezieht sich dabei auf den Rodungsplatz (Ried) eines Reginbrecht. Zu dieser Zeit unterlag der Ort der Herrschaft Hohenburgs. Noch bis 1214 wurde die Bezeichnung Reginried genutzt.
Das älteste Urbar des Herzogtum Bayerns von 1240 erwähnt Tölz und Hohenburg nicht als grundbare Ortschaften des Herzoghofs, da beide noch im Besitz des Tölzer Geschlechtes waren. Das Landesurbar von 1281 bezeichnet Tölz als „herzogliches Amt von ansehnlichem Umfange“ und nennt es als eines der bedeutendsten der 55 bayerischen Ämter. Um 1245 entbrannte eine Fehde zwischen Herzog Otto II. und Otto von Meranien. Letzterer musste als Vogt der Klöster in Benediktbeuern und Tegernsee Überfälle erdulden. Neben diesen Klöstern und weiteren kleineren Ortschaften, konnte auch Tölz den Angriffen der rund 500 Mann starken Söldnertruppe des Herzoges nicht entgehen. Im Verlaufe des Mittelalters stand Tölz weiterhin mehrmals im Zentrum von Fehden. So 1301 zwischen Konrad von Egling zu Hohenburg und Philipp von Waldeck, die beide Güter im Isarwinkel besaßen. Vor 1262 übernahm Konrad I. von Tölz und Hohenburg das Gebiet. 1281 wurden im Urbar des Herzogtums Baiern der Gries, die Burg und die Mühlen am Ried als „Markt“ bezeichnet, obwohl Tölz das Marktrecht erst 1331 durch Kaiser Ludwig den Bayern verliehen wurde. Etwa um 1200 entstand die erste Isarbrücke über den damals noch reißenden Fluss. Sie lag rund 100 Meter flussaufwärts der heutigen Brücke und verband die heutige Römergasse mit dem anderen Ufer. Aufgrund der Hochwasserschäden musste diese Holzbrücke alle sechs bis acht Jahre ersetzt werden. Nach dem Tod der letzten Erben derer von Tollenz fielen Tölz und Burg an die Wittelsbacher. Die prekären Vermögensverhältnisse des Herrscherhauses brachten Herzog Rudolph am 5. August 1300 dazu, Tölz und Umgebung an Freising zu verpachten. Nach zehn Jahren sollten Rudolph oder ein Erbe das Pfand wieder auslösen, ansonsten würde es „auf ewig“ an Freising fallen, jedoch war der Bischof von Freising auch nach 15 Jahren noch Besitzer von Tölz. 1328 bekundete der Tölzer Pfleger Konrad der Maxlrainer, dass man sich „wegen der Veste Tölz verglichen habe“ und der Ort fiel wieder an die Wittelsbacher.
Die Wälder der Umgebung waren Grundlage für das Gewerbe der Flößerei. Die Zunft der Flößer verfügte über 24 Meister und zahlreiche Gesellen in Tölz. Bereits 1320 war die Tölzer Flößerzunft mächtig genug, den umliegenden Bauern die Flößerei ihres eigenen Holzes zu verbieten. 1374 wurde das erste Siegel des Tölzer Marktes, das „Sigillum Civium In Tollentze“ verliehen, das heutige Stadtwappen. Durch die Lage an mehreren Handelswegen, der Salzstraße zwischen Allgäu und Reichenhall, sowie dem Wasserweg auf der Isar Richtung München und Donau, gelangte Tölz zu Wohlstand. „Der große Brand“ vernichtete 1453 die Marktstraße, Stadtpfarrkirche, Burg und Teile des Grieses. Nach dieser Feuersbrunst wurde die Marktstraße in Stein planmäßig neu errichtet mit großer Hilfe von Herzog Albrecht III., der diesen Wiederaufbau aus eigener Kasse bezahlte und insbesondere durch seine Liebe zu Agnes Bernauer bekannt wurde. Ab 1460 entstand eine neue Burg. Nach dem Brand leiteten Kaspar I. Winzerer, sowie später dessen Sohn Kaspar II. Winzerer und Enkel Kaspar III. Winzerer als Pfleger und Burghüter die Geschicke von Tölz. Noch 40 Jahre vor dem Erlass des bayerischen Reinheitsgebotes begann im Jahre 1476 in Tölz die Biersiederrei. Bereits zu Ende des 15. Jahrhunderts hatte der Ort seine maßgebliche Größe erreicht, die er bis Ende des 19. Jahrhunderts beibehielt.
1492 gaben die Herzöge Wolfgang und Christoph die Losung „nach Tölz“ aus und ließen Ort und Schloss von ihren Söldnern plündern. Grund dafür war, dass sie sich von Albrecht IV. für ihren Thronverzicht als zu gering entschädigt ansahen. Beide sandten an Märkte und Städte Schreiben mit der Aufforderung zur Huldigung. Nur die Pfleger von Tölz, damals Kaspar II. Winzerer, Kelheim und Schwandorf verweigerten das und sandten das Schriftstück an ihren Herzog. Albrecht IV. nahm das Treuebekenntnis der Tölzer 1491 wohlwollend an und forderte Tölzer für seine Streitkraft gegen den Löwlerbund an, was allerdings die Verteidigung des Ortes schwächte.

### Frühe Neuzeit

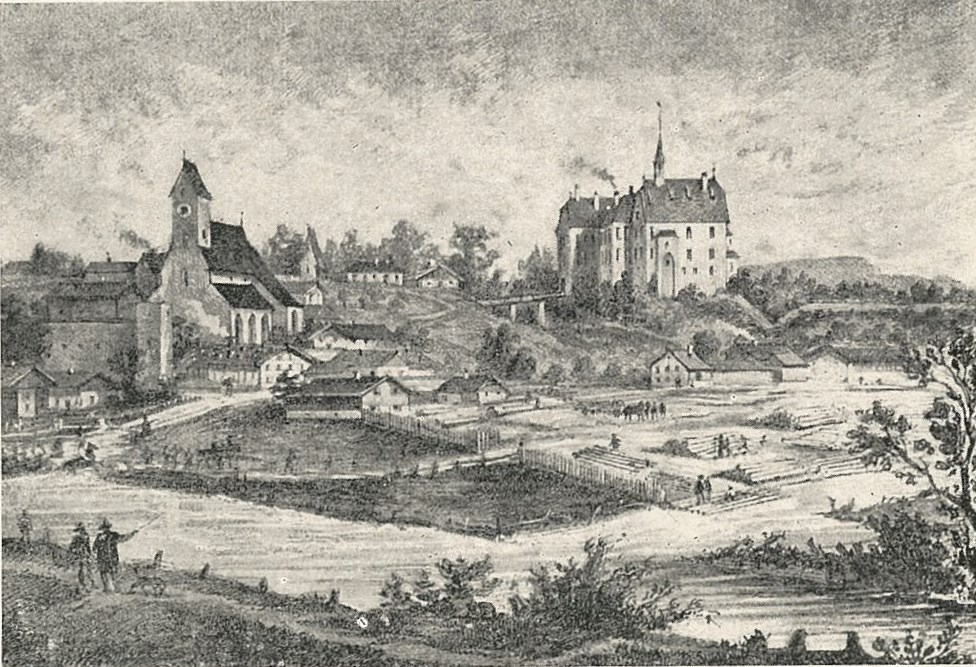
Tölz im Jahre 1590 von Carl August Lebschée (1867), nach einem Fresko von Hans Donauer dem Älteren von ca. 1590

Während des Dreißigjährigen Krieges forderte Maximilian I. 3000 Gulden von Tölz für seine Kriegskasse. Wurden bereits ab 1618 ausgewählte Tölzer und Benediktbeurer eingezogen, um den „neuen Modus“ unter Hauptmann Hannibal von Herliberg zu vollziehen, so wurde im Mai 1622 das „Fenndl (Fähnlein) zu Töltz“ abgezogen, um bei Rain zu Tillys Heer zu stoßen. Dabei waren die Tölzer bei der Eroberung Heidelbergs beteiligt. Am 20. Mai 1632 erreichten die ersten schwedischen Truppen Tölz. Da tags zuvor Wolfratshausen von diesen verwüstet wurde, wagten die Tölzer keinen Widerstand. Bei Unterhandlungen mit dem Pfleger Cäsar Crivelli forderten die Schweden 600 Gulden, um Tölz vor Brandschatzung zu schonen. Da der Markt diese Summe selbst nicht aufbringen konnte, wurde die Summe von Bürgern bezahlt und die Schweden stellten daraufhin einen Accordschein aus, der Tölz vor künftiger Plünderung bewahren sollte, der sich aber rasch als wertlos erwies. Bereits am nächsten Tag erschienen weitere schwedische Truppen mit Geschützen, die erneut 2000 Gulden verlangten. Nach Bitten und Flehen senkten sie zwar ihre Forderung auf 500 Gulden, doch konnten auch diese nicht aufgebracht werden, so dass Schloss und Markt geplündert und verwüstet wurden. Die Schweden beschossen den Markt zudem vom heutigen Kalvarienberg aus und zündeten ihn an drei Stellen an. Auf der Hohenburg bei Lenggries war man beschäftigt, sich gegen die Schweden vorzubereiten, als Tölzer eintrafen und um Hilfe beim Kampf gegen das Feuer und die Schweden baten. 200 Mann zogen daraufhin nach Tölz und „schlugen die Schweden todt“. Auf Bitten verblieben die Hohenburger in Tölz, Crivelli sammelte seine Truppen und am 26. Mai wurden die abziehenden Schweden bei Kirchbichl und Dietramszell geschlagen. Die Pestjahre 1633 (27 Erwachsene) und 1634 (von April bis Juni 100 Erwachsene) entvölkerten den Ort jedoch weiter. Die Blütezeit der für ihre Kunstschreiner bekannten Handwerker- und Flößerstadt (Tölzer Kästen) wurde dadurch beendet.

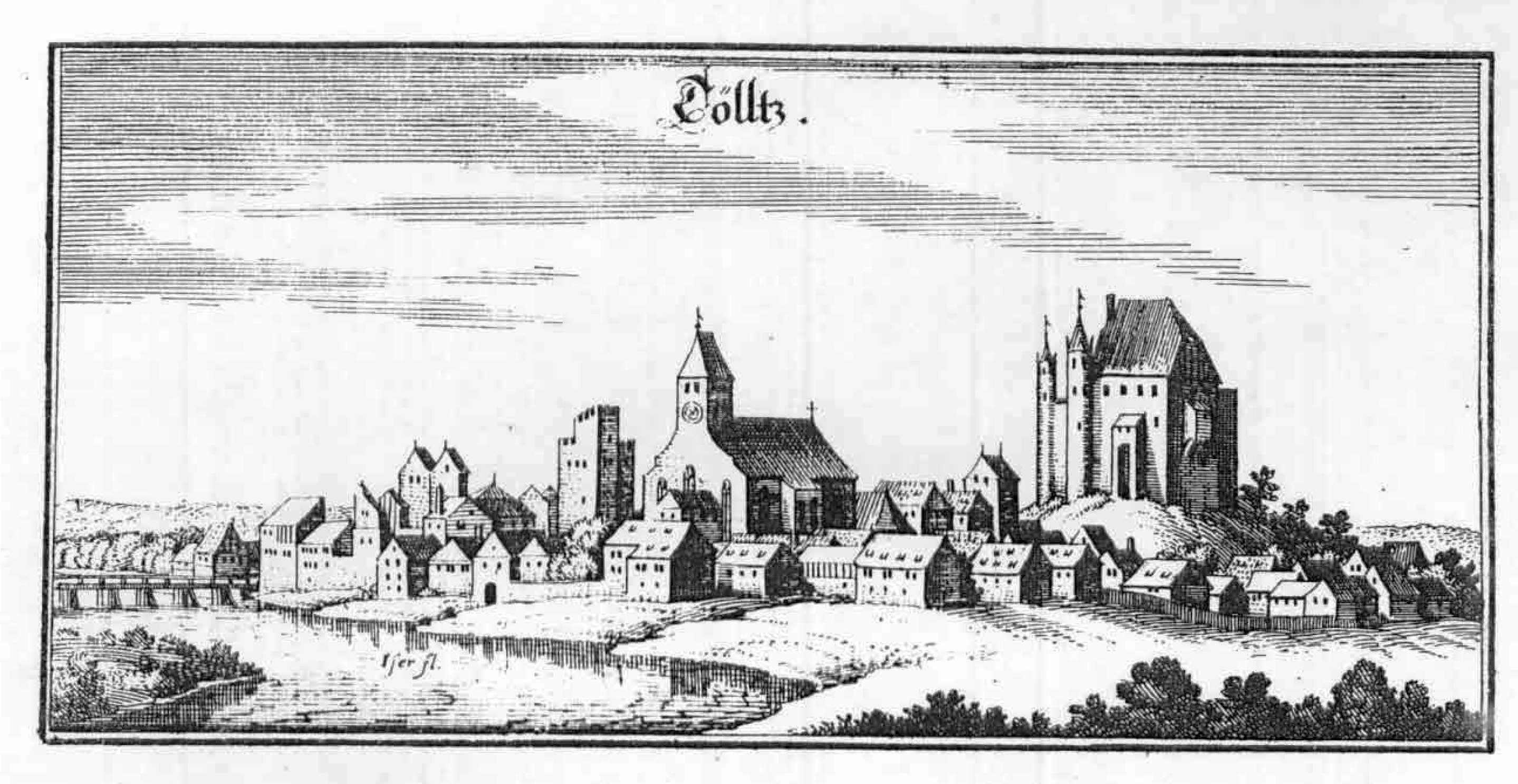
Kupferstich von Tölz von Matthäus Merian (1644)

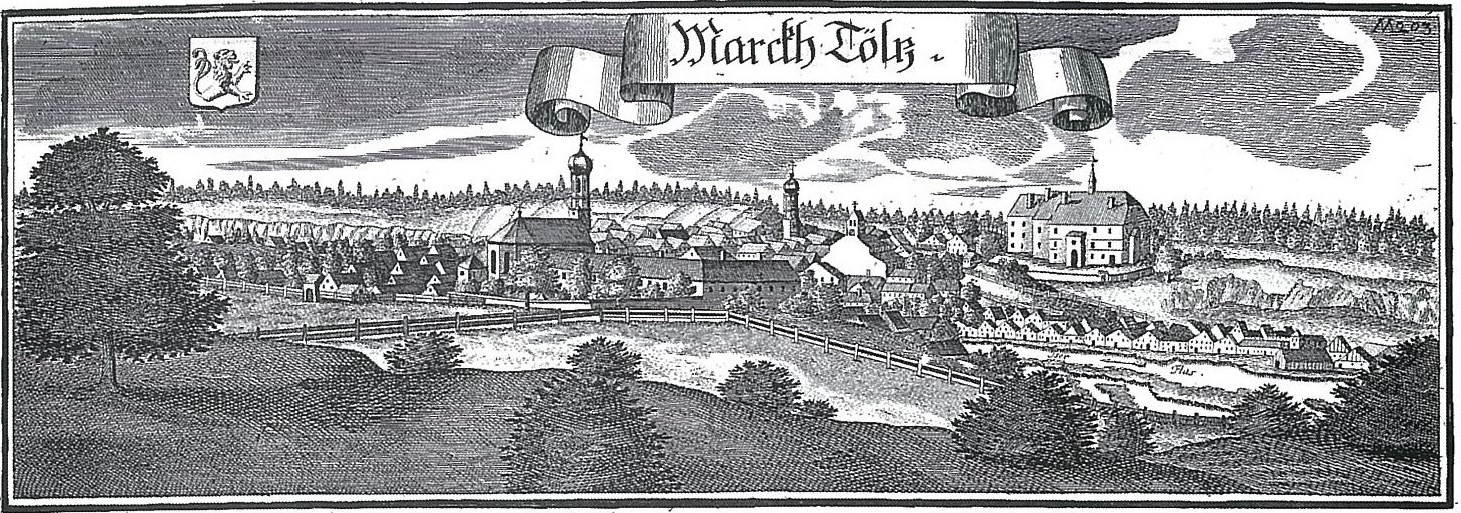
Kupferstich von Tölz von Michael Wening (1701)

1631 gab es in Tölz bereits 22 Brauereien, mit Absatz bis ins Werdenfelser Land und nach Tirol. Hauptabnehmer wurde die Stadt München (8.730 Eimer Bier im Jahr 1782, 5600 Hektoliter). Nach der Schlacht am Kahlenberg bat Max Emanuel am 11. Februar 1686 Tölz um 1.000 Gulden für sein Heer, um die Türken aus Ungarn zu drängen. Zudem forderte er 90 Tölzer für seine Streitkraft an. Auf mit Vorräten beladenen Floßen begaben sich die Tölzer im April 1686 auf Isar und Donau zum Lager der bayerischen Hilfsarmee vor Ofen und am 2. September wurde die Stadt von den Türken befreit. Noch 1751 waren die Nachfahren von in Ungarn verbliebenen Tölzern nachweisbar.
Während des Spanischen Erbfolgekrieges, in dem die Österreicher Bayern besetzten, stand Tölz im Mittelpunkt des Aufstandes der Oberländer Bauern. Der Kriegskommissär Matthias Ägidius Fuchs konnte den Tölzer Pflegskommissär Joseph Ferdinand Dänkel für seine Pläne gewinnen. Dieser befahl den Bürgermeistern, darunter Hans Christoph Kyrein, das Aufstellen von Truppen. Das Standquartier der Aufständischen befand sich dabei im Höckhenhaus, dem Geburtshaus des Weinwirtes Johann Jäger. Diese drei bewegten die Einheimischen zum Aufstand, wobei sie auch Drohungen nutzten. Auch versprochene 8.000 Gewehre aus der Lenggrieser Hohenburg erwiesen sich dabei als Lüge. Am 17. Dezember 1705 gründete sich die „Kurbayerische Landesdefension des Oberlandes“ und das Tölzer Patent rief daraufhin alle Landespatrioten zum Widerstand auf. In der Sendlinger Mordweihnacht fand diese Erhebung ihr tragisches Ende. Laut Johann Nepomuk Sepp zogen 2.769 Oberländer über Schäftlarn nach Sendling, wobei rund 500 aus Tölz und Umgebung stammten.
Am 19. März 1742 fielen unter Franz von der Trenck Truppen der Panduren und Tollpatschen infolge des Österreichischen Erbfolgekrieges in Tölz ein. Durch Friedrich Nockher, dem Stifter des Kalvarienberges, der aus eigener Tasche mehrere hundert Gulden an die Panduren bezahlte, konnte die Brandschatzung des Ortes abgewendet werden. Beim Abzug einer Abteilung Panduren am 12. April wurden diese von Isarwinkler Bauern angegriffen und Trencks Adjutant Christian Gondola bei Kirchbichl vom Gaißacher Bacherbauern Joseph Heimkreiter getötet. Weitere fünf Panduren fanden bei diesem Angriff den Tod, während man Trencks Gesellschaftsdame verschonte. Gondolas Säbel und seine ledernen, silberbestickten Handschuhe befinden sich heute im Tölzer Stadtmuseum. Dieser Angriff hatte jedoch Konsequenzen. Am 22. Mai erreichte Trenck mit Tollpatschen Gaißach und forderte die Auslieferung des Bacherbauern. Da das verweigert wurde, ließ Trenck ein Anwesen nach dem anderen, schließlich 22, in Brand stecken und nacheinander zehn Gaißacher töten. Daran erinnert heute die „Kapelle zum abgebrannten Kreuz“. Nach Androhung weiterer Repressalien wurde Heimkreiter, der sich am Rechelkopf versteckt hielt, schließlich ausgeliefert und am 7. Juni in München zu Tode geprügelt. Eine Plünderung von Tölz konnte erneut Friedrich Nockher abwenden, der am 26. Mai abermals 4000 Gulden Blutgeld bezahlte. Ein Student aus Lenggries sandte als Provokation darauf einige Pfennige an Trenck, worauf dieser in Lenggries drei Höfe niederbrennen ließ. Einheimische Bauern vertrieben daraufhin die Panduren, aber eine Festnahme Trencks misslang. 1743 quartierten sich österreichische Truppen in Tölz ein.
Ab 1750 erlebten Flößerei und Holzhandwerk eine erneute Blütezeit. Dabei wurden Holz, Kalk und Möbel aus dem Isarwinkel auf der Isar und Donau bis nach München, Wien und Budapest transportiert. Infolge eines schweren Unwetters stürzten 1770 weite Teile des Fürstlichen Schlosses ein. Das Schloss war ein Ausbau der letzten Burg. Es wurde daraufhin abgetragen, die Steine auf der Isar nach München transportiert und dort in der Residenz verbaut. Schlossgarten und Weiher befanden sich an der Stelle des heutigen Parkplatzes am Schlossplatz und des Bürgergartens, das Schloss größtenteils auf dem verbliebenen, nicht planierten Sporn, auf dem sich heute ein Kindergarten befindet.

### Neuzeit

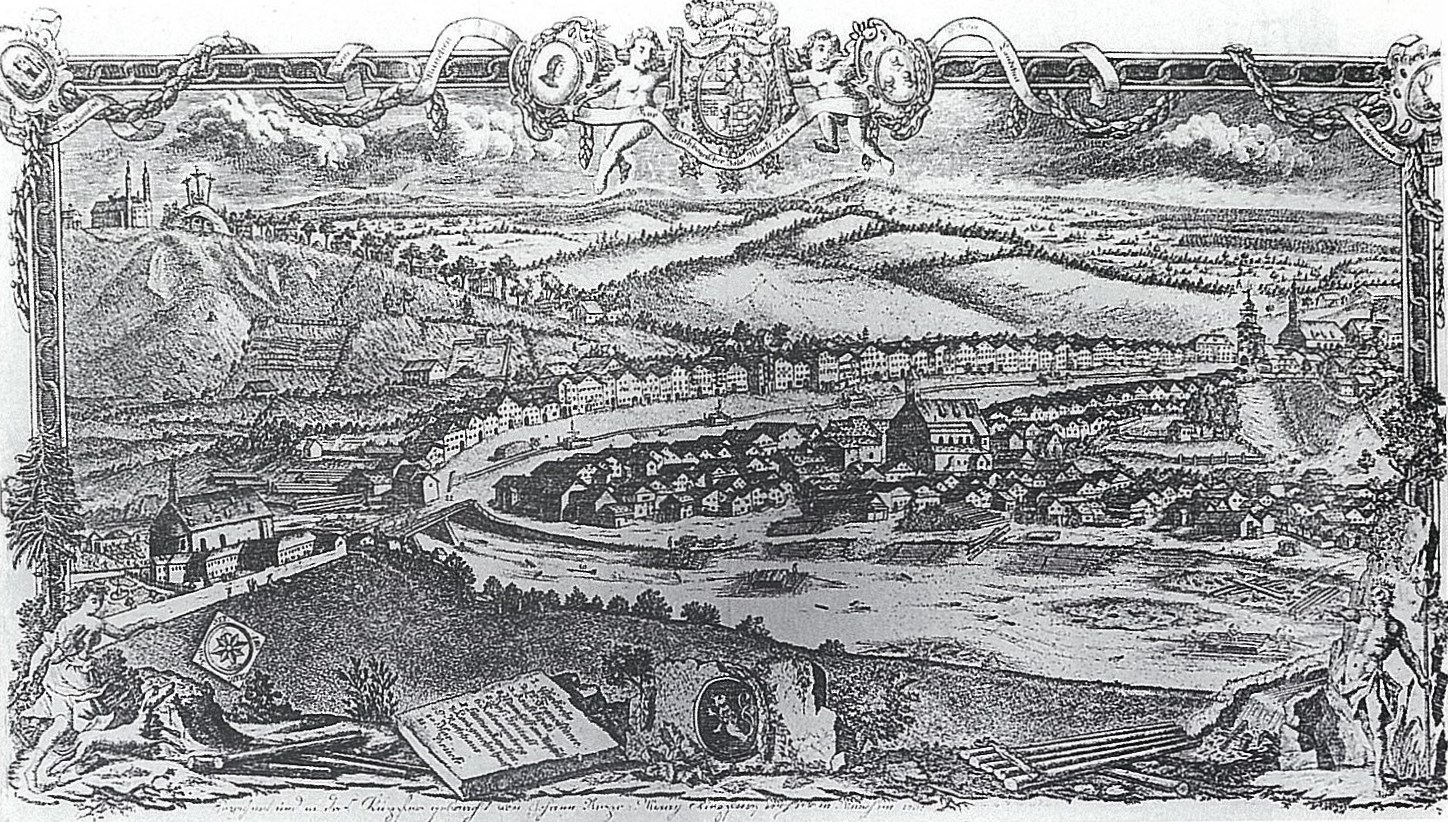
Kupferstich von Tölz von Johann Nepomuk Maag (1797)

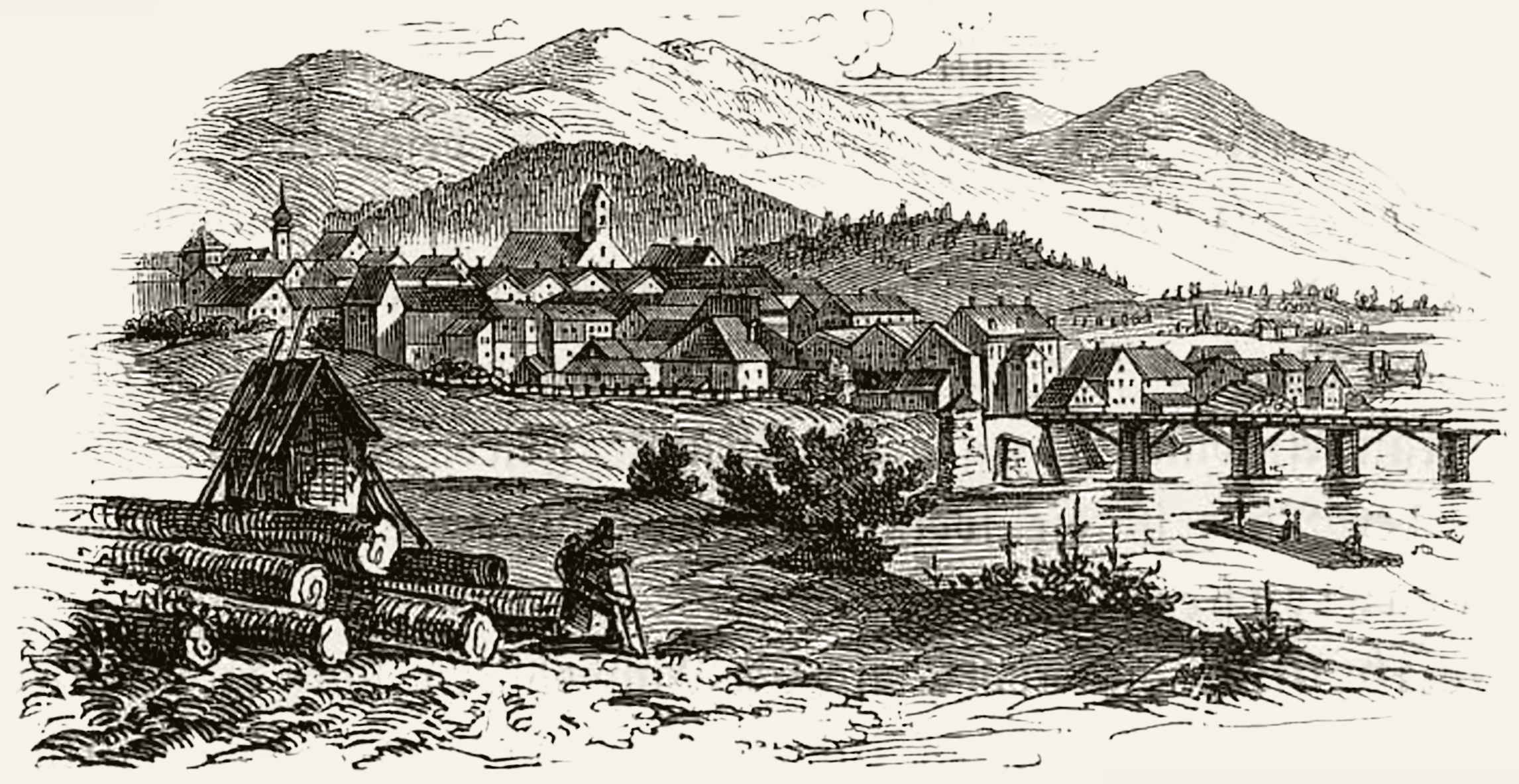
Bad Tölz 1852/1853

Unter Jean-Victor Moreau durchzogen 1796 französische Truppen den Markt. Um den Ort bei Moreaus Rückzug zu sichern, übernahm Albert von Pappenheim die Verteidigung des Marktes, jedoch kamen zunächst keine Franzosen mehr nach Tölz. Das geschah erst am 16. Juli 1800, einen Tag nach dem Waffenstillstand von Parsdorf, als 20 Husaren Tölz erreichten. 1808 erhielt Tölz die Municipalverfassung. 1809 waren die Tölzer Schützen beim Kampf gegen die Tiroler beteiligt, Tölzer Landwehr verteidigte Lenggries am 17. Juli gegen einen Tiroler Einfall.
1861 entstand auf dem Griesfeld das schlossartige Städtische Krankenhaus, das das damalige Krankenhaus am Krottenbach von 1822 ablöste. Es wurde 1889 erweitert und blieb das Städtische Krankenhaus, bis es 1990 seinerseits von einem großen, modernen Bau im Badeteil abgelöst wurde (heutige Asklepios Stadtklinik).
Im Jahre 1846 entdeckte der Drechslersohn Kaspar Riesch am Sauersberg Deutschlands stärkste Jodquellen. Als Jäger beobachtete er, wie sich angeschossenes Wild an bestimmten Quellen aufhielt. Eine Flasche dieses Quellwassers trug er zum Tölzer Arzt Betz. Bald darauf bestätigte Otto Sendtner aus München diese Entdeckung. Karl Raphael Herder und Gustav Höfler gründeten darauf 1856 das westlich der Isar gelegene Krankenheil Tölz, als Jodschwefelquellen- und Jodsodamineralbad. Ein Aufschwung dieses Gemeindeteils durch den aufkommenden Kur- und Badebetrieb setzte ein. Zwischen 1856 und 1900 wurden weitere Quellen entdeckt.

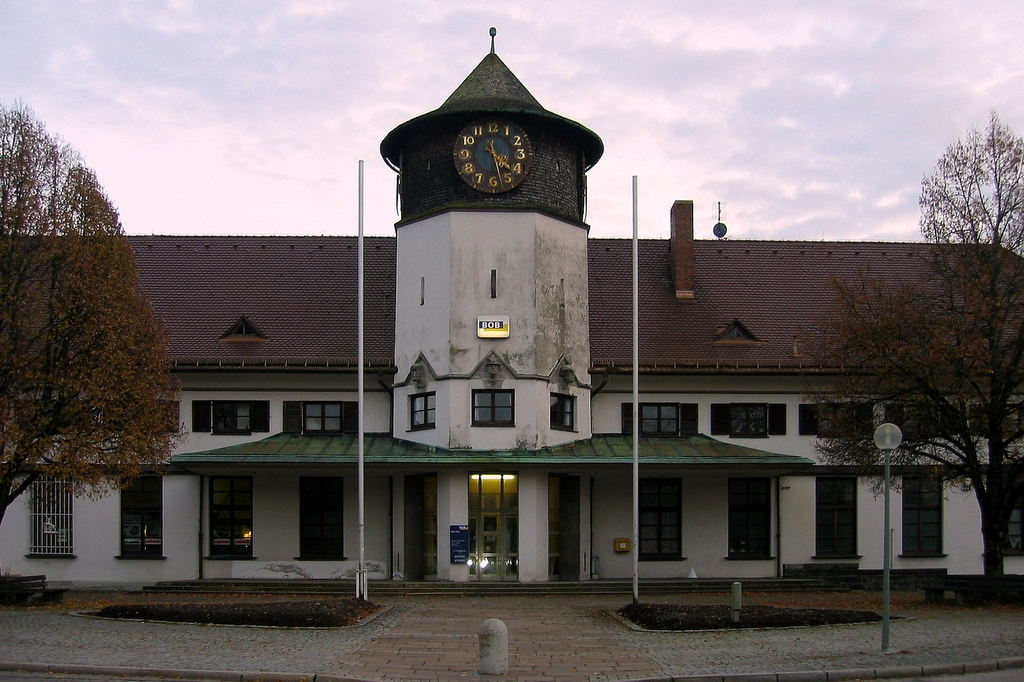
Das Bahnhofsgebäude von 1924

Ab 1867 verlangte das „Eisenbahn-Comité in Tölz“ eine eigene „Holz- und Kohlenbahnlinie“. 1869 begann die Vermessung der Strecke und drei Jahre später wurde der erste Bauabschnitt vollendet. 1874 wurde der Abschnitt Holzkirchen–Tölz der heutigen Bahnstrecke München–Lenggries als Vicinalbahn eröffnet. Das erste Bahnhofsgebäude, komplett aus rotem Backstein, entstand im selben Jahr. Nach dem Weiterbau der Strecke nach Lenggries 1924 wurde zeitgleich im Südosten der Stadt ein neuer, größerer Bahnhof errichtet. Architekt war der Münchener Georg Buchner. Die alten Bahnanlagen wurden daraufhin aufgegeben. An ihrer Stelle befindet sich heute die Fach- und Berufsoberschule und im weiteren Verlauf die Eisenbergertraße.

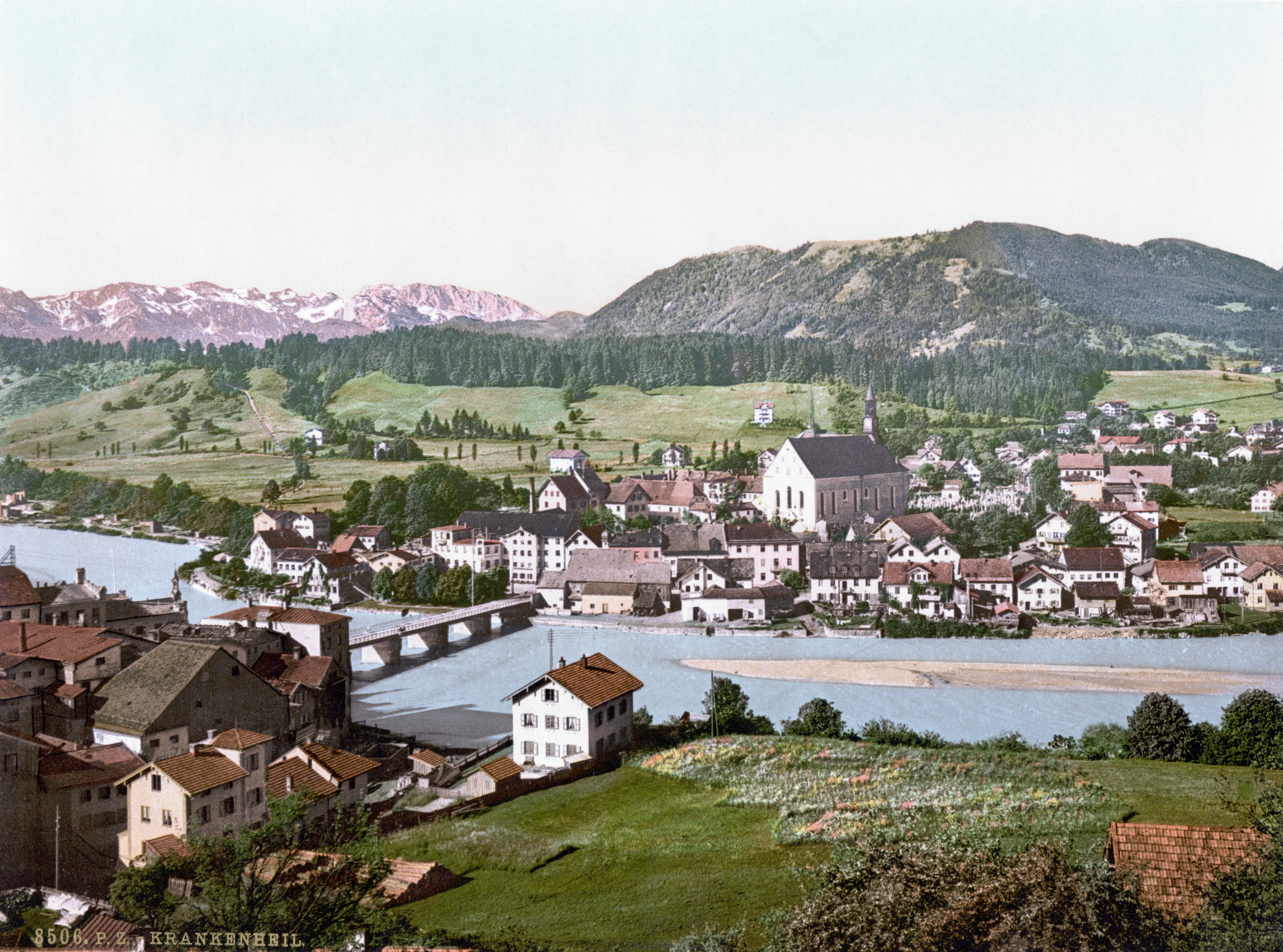
Krankenheil um 1900

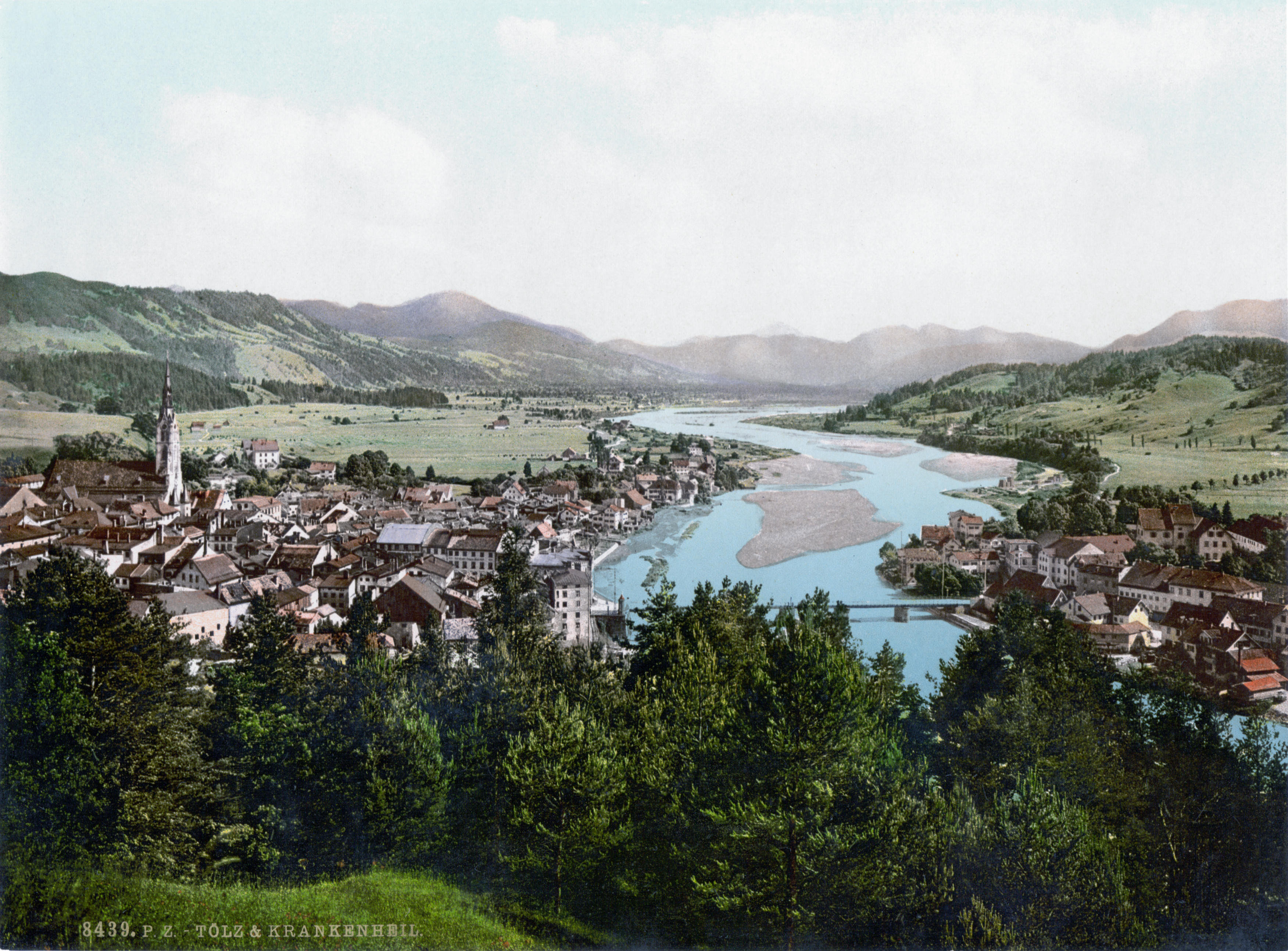
Um 1900

Am 22. Juni 1899 wurde dem Ort der Titel „Bad“ verliehen, die Ortsbezeichnung „Krankenheil“ verschwand. Der Münchner Architekturprofessor Gabriel von Seidl belebte ab 1903 das verfallene Stadtbild von Tölz durch neue Bauten im Heimatschutzstil. Durch ihn entstanden neue Gebäude, Fassadenmalereien und große Umgestaltungen, die das Bild der Stadt bis heute prägen. Einen bedeutenden Anteil an der positiven Entwicklung von Tölz trug Markt- und später Stadtbaumeister Peter Freisl (1874–1945), der zwischen 1901 und 1937 dringend notwendige bauliche Maßnahmen verwirklichte, die Tölz von einem ländlichen Marktflecken zu einem modernen Badeort machten. Bereits Ende des 19. Jahrhunderts prangerte er Verfall und marode Zustände an, auch bei öffentlichen Gebäuden. Obwohl Wirtschaftszweige wie Flößerei, Brauerei, Kalk- und Kohlebrennerei oder der Handel mit der berühmten Kistlerware noch ertragreich waren, beklagte er das „Fehlen einer Perspektive für die künftige Entwicklung“. Denn die Umstände zur Jahrhundertwende änderten sich dramatisch. Durch den Ausbau des Eisenbahnnetzes verlor die Flößerei an Bedeutung, die Tölzer Brauereien wurden weniger. Das Königreich Bayern begann sich vom Agrar- zum Industriestaat zu entwickeln. An Hauptstrecken der Bahn gelegene Orte wie Rosenheim gewannen an Bedeutung und überflügelten kleinere Märkte wie Tölz. Magistratsbeschlüsse, wie die Auflösung der lateinischen Schule, störten ebenfalls die Entwicklung von Tölz. Da also viele traditionelle Standbeine Ende des 19. Jahrhunderts wegbrachen, sollte der Badebetrieb mit seinem Potential stärker genutzt werden. Dessen Anfänge sieht Freisl rückblickend in seiner „Tölzer Baugeschichte“ sehr kritisch. Stützen konnte er sich allerdings auf den 1888 gegründeten „Ortsverschönerungs, Kur- und Fremdenverkehrsverein“. Prägend waren so die von Freisl initiierten Neubauten und Umgestaltungen, Grundstücksankäufe, die Verbesserung der Hygiene, etwa durch den Bau des Waldfriedhofes und das Verdrängen  von Schlachthöfen aus dem Ortsinneren, der Neu- und Ausbau von Schulen, sowie die Verbesserung der Infrastruktur (neue Straßenzüge, Isarbrücke, Bahnhof).

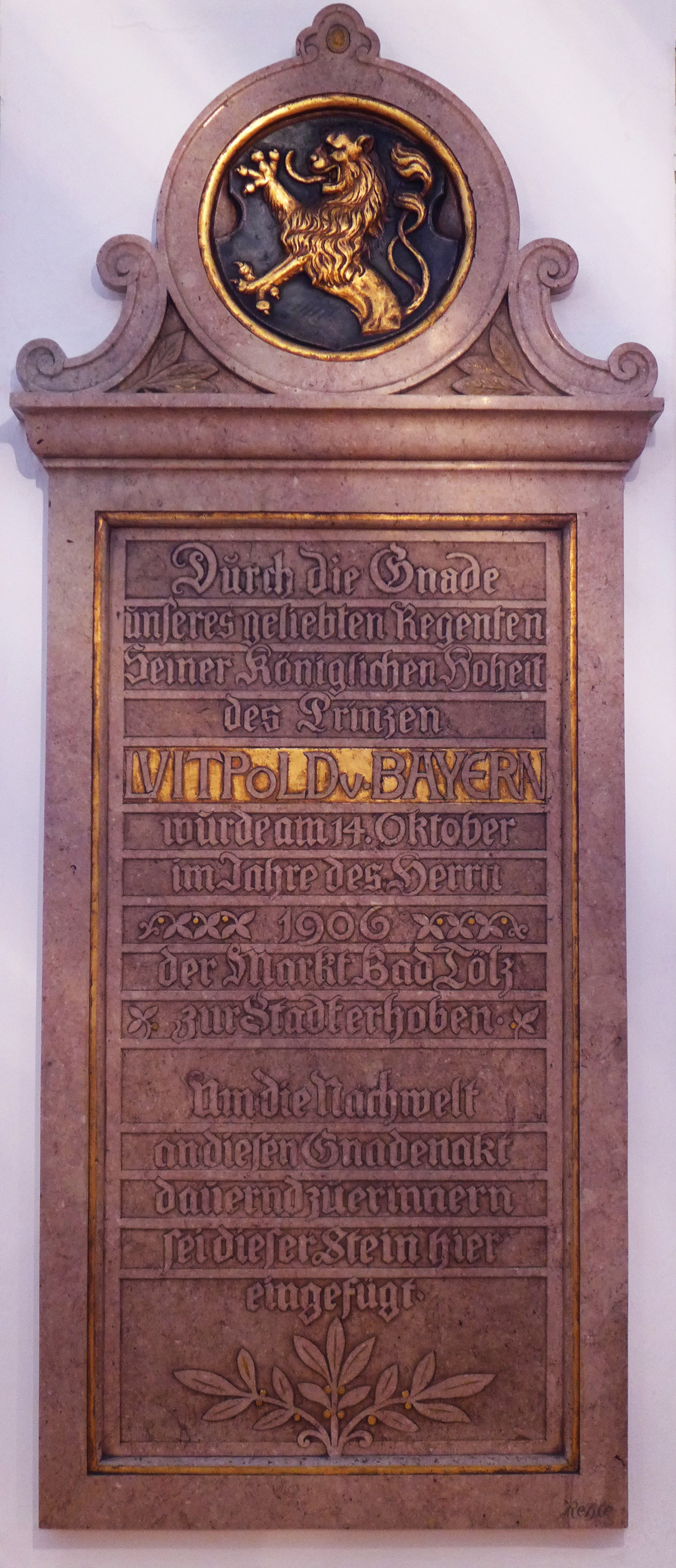
Gedenktafel zur Stadterhebung durch den Prinzregenten Luitpold

Bereits 1888 war Tölz an das Stromnetz angeschlossen und drei Elektrizitätswerke beleuchteten, neben privaten und öffentlichen Gebäuden, auch Straßenzüge. Ab 1. Juni 1905 nahm die erste Kraftpostlinie Deutschlands ihren ständigen Betrieb zwischen Bad Tölz und Lenggries auf. Eine weitere positive Entwicklung erlaubte es Prinzregent Luitpold, am 14. Oktober 1906 dem Markt Bad Tölz das Stadtrecht zu verleihen. Im selben Jahr wurde Franz Edler von Koch Direktor der „Krankenheiler Jodquellen A.G.“
Nach dem Ersten Weltkrieg, in dem Tölz 150 Gefallene und Vermisste bei rund 6.000 Einwohnern zu beklagen hatte, setzte ein erneuter Aufschwung des Tourismus und Kurbetriebes ein. Besuchten Tölz im Jahr 1919 4.418 Kurgäste und 7.118 Ausflügler, bei 162.077 Übernachtungen, steigerte es sich bis 1928 auf 12.714 Kurgäste und 10.341 Ausflügler bei 315.796 Übernachtungen. Aufgrund der hohen Anzahl norddeutscher Gäste wurde bereits 1879/80 die Johanneskirche erbaut, die erste evangelische Kirche des Oberlandes, für deren Bau Kaiser Wilhelm 1.000 Reichsmark spendete.
Nach dem Bau des Walchenseekraftwerkes 1924 führte die Isar kaum noch genug Wasser zur Flößerei. Durch den Bau des Sylvensteinspeichers in den Jahren von 1954 bis 1959 wurde der Fluss weiter gezähmt, 1961 das Kraftwerk Bad Tölz fertiggestellt, welches seitdem die Isar auf mehr als einen Kilometer anstaut. 1928 wurde der EC Bad Tölz gegründet, der sich später zu einem der traditions- und erfolgreichsten bayerischen Eishockeyvereine entwickelte, und damit der Grundstein gelegt, Tölz den Ruf einer „Eishockeystadt“ zu geben. 1934 entstand das Natureisstadion, das 1952 zum Kunsteisstadion umgebaut wurde.

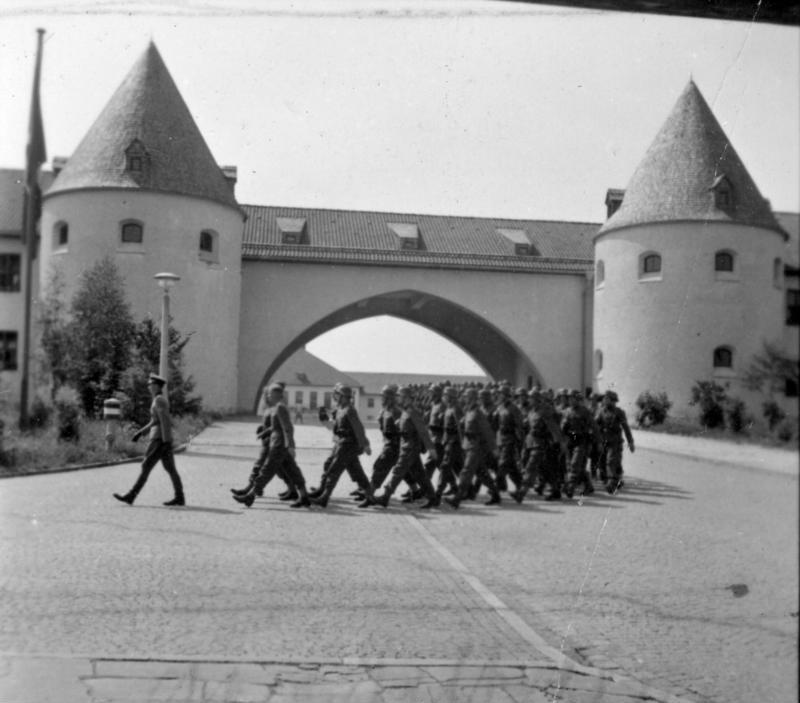
SS-Junkerschule Bad Tölz im Jahr 1942

Im Dritten Reich nahmen 1934 die erste der SS-Junkerschulen – die SS-Junkerschule Bad Tölz – sowie eine NS-Beamtenschule in Bad Tölz den Lehrgangsbetrieb auf. Der Bau der Junkerschule war ursprünglich auf einer Anhöhe Richtung Wackersberg geplant, allerdings hätte das wohl das Ende des Kurbetriebes bedeutet. Letztlich wurde 1936 der Kasernenneubau eingeweiht. Von Adolf Hitler sind zwei Besuche in Tölz belegt, zuletzt 1932. Allerdings soll die Kaserne von ihm 1936 eingeweiht worden sein.
Mitte 1940 wurde in Bad Tölz ein Außenlager des KZ Dachau errichtet. 
1940/41 wurde in Bad Tölz und Umgebung aus Einheimischen die 97. Jäger-Division „Spielhahnjäger“ aufgestellt. Diese kam im Russlandfeldzug, in Polen, der Ukraine und im Kaukasus zum Einsatz und wurde bei Kriegsende 1945 in der Tschechoslowakei aufgelöst.
Am 27. März 1945 wurde in Bad Tölz noch die 38. SS-Grenadier-Division „Nibelungen“ aufgestellt, überwiegend aus Angehörigen der Junkerschule und der Hitlerjugend. Bis in die letzten Kriegstage lieferte sich in Bad Tölz und Umgebung die SS-Division „Götz von Berlichingen“ Gefechte mit den anrückenden US-amerikanischen Streitkräften. Die Wehrmachtstruppen waren bereits am 26. April abgezogen. Dabei wurden die Isarbrücke bei einem deutschen Sprengversuch und Teile der unteren Marktstraße durch amerikanischen Artilleriebeschuss stark beschädigt. Der Widerstand der Waffen-SS Truppenteile, meist sehr junge, zwangsrekrutierte Soldaten, soll die amerikanischen Streitkräfte zu der Drohung veranlasst haben, Tölz „wie Aschaffenburg zu bombardieren“. Aufgrund einsetzenden Schneefalls seien die einfliegenden Bomber jedoch wieder abgedreht. Auch der gerade in Tölz kurende Generalfeldmarschall Gerd von Rundstedt soll zur Schonung des Ortes beigetragen haben. In der Nacht vom 1. auf den 2. Mai 1945 besetzte die 36th Infantry Division („Texas Division“) der US-Amerikaner unter Brigadegeneral Robert Stack die Stadt. Die Truppen der Waffen-SS zogen daraufhin Richtung Gaißach, Wackersberg und Lenggries ab.
Von 1.300 Einberufenen hatte Tölz im Zweiten Weltkrieg 361 Gefallene und 92 Vermisste zu beklagen.
Das ausbleibende Bombardement, das manche Einheimische noch heute als „Wunder von Tölz“ bezeichnen, führte dazu, dass der riesige Reichsadler, der ein Hakenkreuz in den Krallen hielt und seit 1934 an der Isarbrücke stand, nach dem Krieg eingeschmolzen und zum Dank in eine Marienstatue gegossen wurde, die heute den Brunnen in der unteren Marktstraße ziert. Der bislang hölzerne Brunnen war dabei zuvor von betrunkenen SS-Junkern beschädigt worden.

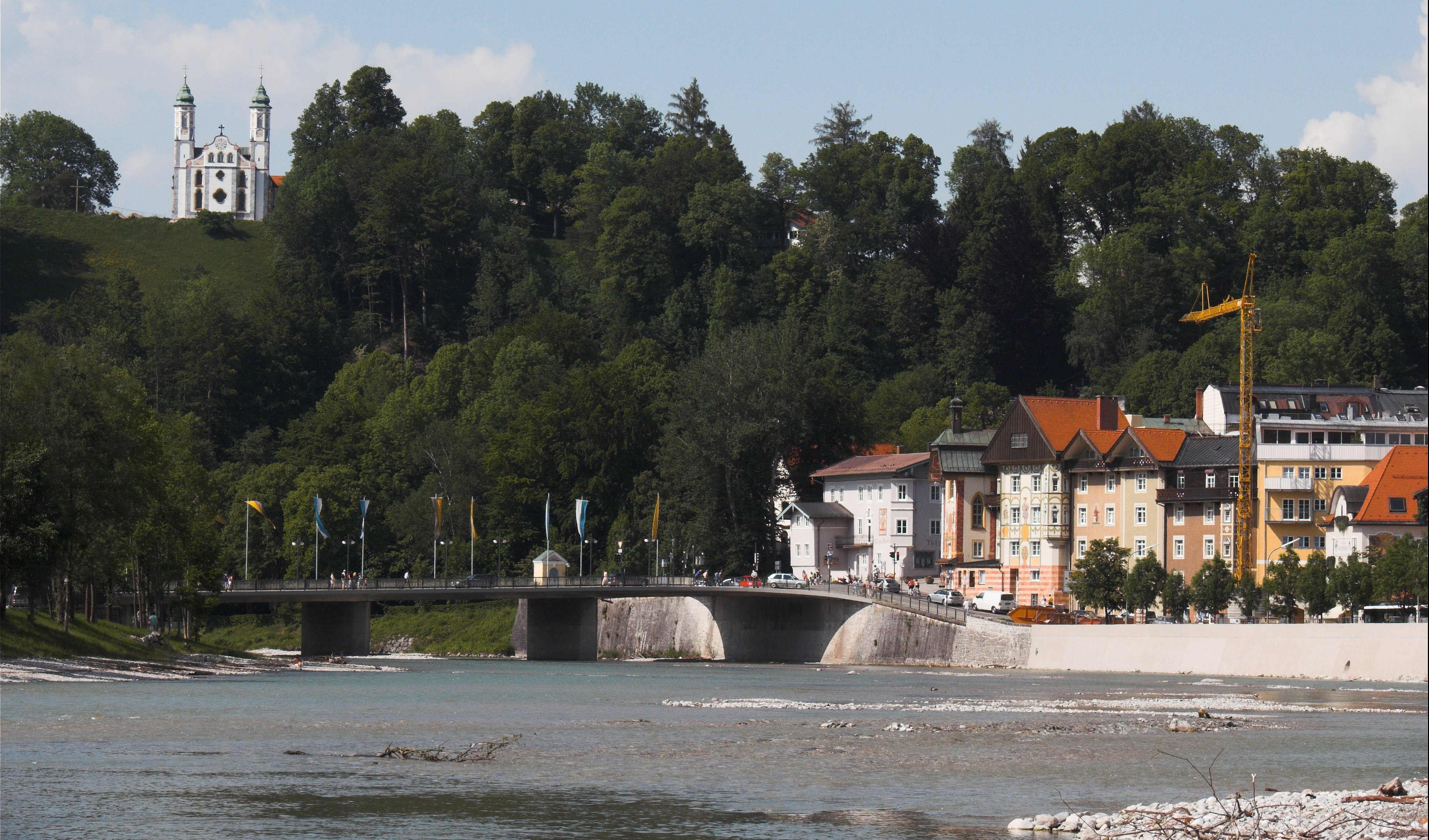
Isarbrücke und Kalvarienberg

Nach Kriegsende wurde die SS-Junkerschule von den US-amerikanischen Streitkräften übernommen. Der US-General George S. Patton übernahm nach dem Krieg das Amt des Militärgouverneurs von Bayern und regierte vorübergehend von Bad Tölz aus. Zum Gedenken an einen gefallenen Freund taufte er die Junkerschule in „Flint-Kaserne“ um. Bis zum Abzug 1991 war die Flint-Kaserne, neben einer Ingenieursschule, auch europäischer Stützpunkt der Special Forces, vulgo Green Berets. Über dem Haupteingang prangte der Schriftzug „Cleanest American Camp In Europe“. Die Kaserne existiert in ihrer ursprünglichen Architektur heute nicht mehr, da die Gebäude nur teilweise erhalten geblieben sind. Die Sporteinrichtungen, darunter ein Fußballstadion und ein Gebäude, das als Turnhalle, für Boxen und Ballspiele genutzt und auch mit einer Sauna und einem geheizten Pool ausgestattet wurden, das Kino und der Torbogen über dem Haupteingang existieren nicht mehr. Dennoch ist das Äußere und der Grundriss der ehemaligen Kaserne noch weitgehend erkennbar. Allerdings sind die Gebäude im Inneren komplett umgebaut, da die Stadt ab 1998 mit einer großangelegten Umgestaltung begann. Dort finden sich heute unter dem Namen „Flint-Center“ diverse Ämter, Geschäfte und Gaststätten, die Polizeiinspektion und im Hof der ehemaligen Kaserne die architektonisch reizvolle „Schnecke“ (deren Baukosten vom Bund der Steuerzahler moniert wurden).

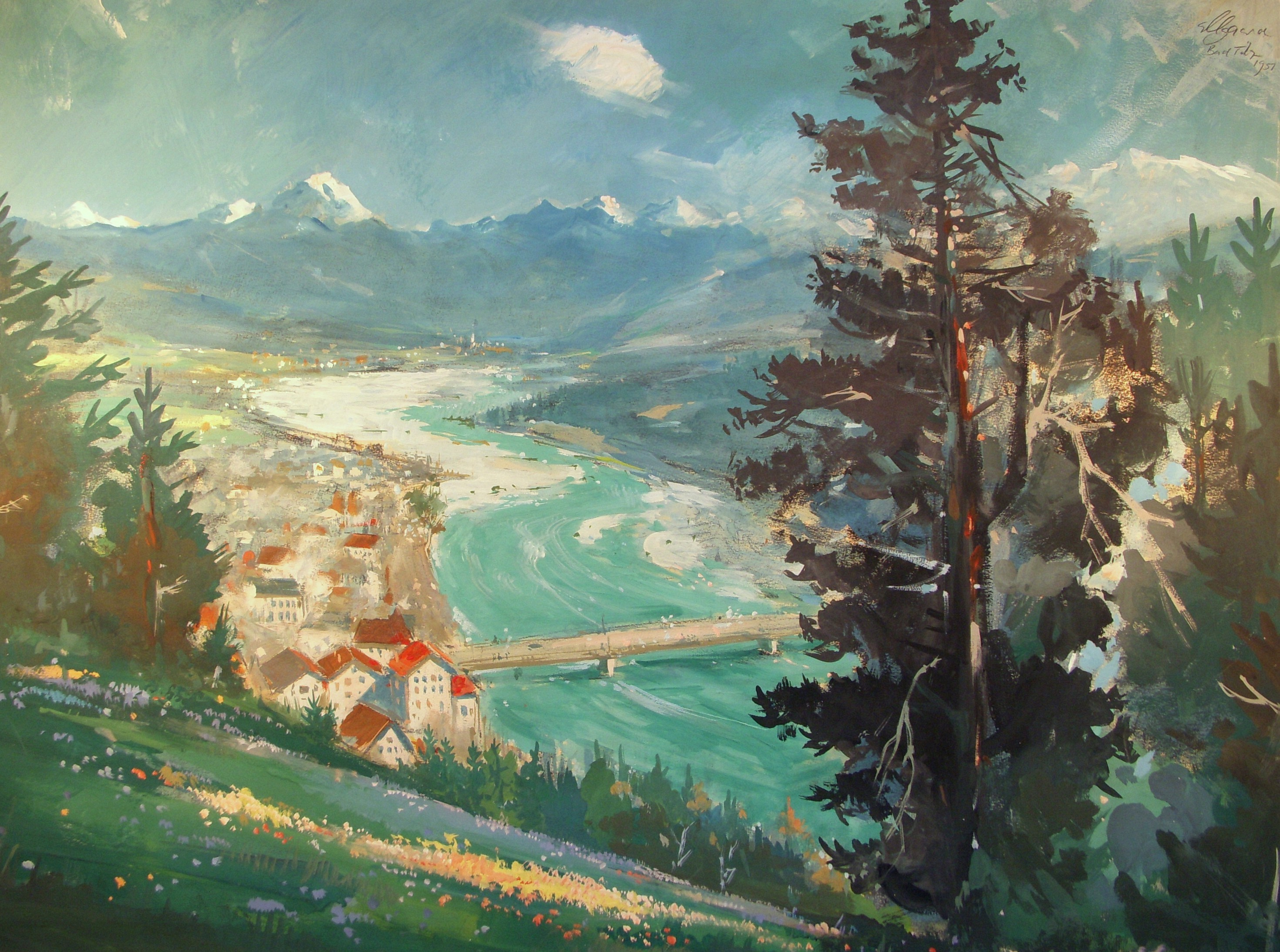
Bad Tölz und die Isar vom Kalvarienberg aus gesehen, gestaltet von Helmuth Ellgaard 1951. Er hatte sein Atelier an der Marktstraße von 1949 bis 1953.

Im Jahr 1956 wurde der Tölzer Knabenchor in der Stadt gegründet. 1969 wurde Bad Tölz als Heilklimatischer Kurort und 2006 als Moorheilbad anerkannt. Mit dem Alpamare eröffnete 1970 in Tölz Europas erstes rein privat finanziertes und betriebenes Erlebnisbad. Mit seinen zahlreichen Attraktionen wurde das Alpamare überregional bekannt und mehrfach ausgezeichnet, am 30. August 2015 wurde der Betrieb jedoch wegen mangelnder Rentabilität nach 45 Betriebsjahren eingestellt, nachdem das angeschlossene, traditionsreiche Hotel „Jodquellenhof“ bereits einige Monate zuvor in seinem 125. Betriebsjahr schließen musste. 
Die 1996 bis 2009 gesendete Fernsehserie Der Bulle von Tölz machte die Stadt vor allem außerhalb Bayerns sehr populär und beliebt. 2005 wurde das neue Eisstadion, die moderne Hacker-Pschorr-Arena (mit zwei Eisflächen) eröffnet. Dieses löste das alte Peter-Freisl-Stadion, den sogenannten Wellblechpalast, ab und dient auch als Austragungsort von Veranstaltungen wie Konzerten und Messen.

### Eingemeindungen
Am 1. Mai 1978 wurden im Rahmen der Gebietsreform Teile der aufgelösten Gemeinden Kirchbichl und ein kleiner Teil von Oberfischbach eingegliedert.

### Einwohnerentwicklung
Zwischen 1988 und 2018 wuchs die Stadt von 13.973 auf 18.802 um 4.829 Einwohner bzw. um 34,6 %.
| Jahr | Einwohner |
| ---- | --------- |
| 1800 | 1.859     |
| 1840 | 2.500     |
| 1875 | 3.500     |
| 1887 | 4.000     |
| 1914 | 6.000     |
| 1933 | 7.327     |
| 1945 | 12.0000   |
| 1961 | 12.7130   |

| Jahr | Einwohner |
| ---- | --------- |
| 1970 | 12.986    |
| 1978 | 13.000    |
| 1991 | 15.039    |
| 1995 | 16.469    |
| 2000 | 17.022    |
| 2005 | 17.613    |
| 2010 | 17.815    |

| Jahr | Einwohner |
| ---- | --------- |
| 2015 | 18.475    |
| 2017 | 18.647    |
| 2018 | 18.802    |
| 2019 | 19.155    |
| 2020 | 19.141    |
| 2021 | 19.061    |
| 2022 | 19.186    |
| 2023 | 19.360    |

Einwohnerentwicklung von 1800 bis 2017

Der Sprung Ende 1945 entstand durch die hohe Zahl von Vertriebenen, die in der Stadt untergebracht wurden.

## Politik

### Stadtrat
Der Stadtrat besteht aus 24 Bürgerinnen und Bürgern, die in Bayern alle sechs Jahre neu gewählt werden. Zusätzliches Mitglied ist qua Amt der Erste Bürgermeister. Die jüngsten Wahlen fanden am 16. März 2020 statt. Das Ergebnis (Stimmenanteile und Sitzverteilung) ist in den Diagrammen dargestellt.
| Jeweilige Sitzverteilung nach den vergangenen vier Gemeinderatswahlen |           |           |           |           |           |           |           |           |
| Partei                                                                | Wahl 2020 | Wahl 2020 | Wahl 2014 | Wahl 2014 | Wahl 2008 | Wahl 2008 | Wahl 2002 | Wahl 2002 |
| Partei                                                                | Stadträte | Stimmen   | Stadträte | Stimmen   | Stadträte | Stimmen   | Stadträte | Stimmen   |
| CSU                                                                   | 9         | 37,6 %    | 9         | 39,1 %    | 10        | 39,1 %    | 10        | 41,4 %    |
| GRÜNE                                                                 | 7         | 27,7 %    | 4         | 17,2 %    | 4         | 15,5 %    | 2         | 09,3 %    |
| SPD                                                                   | 2         | 09,4 %    | 3         | 12,8 %    | 3         | 14,8 %    | 4         | 17,4 %    |
| FWG                                                                   | 6         | 25,3 %    | 8         | 30,9 %    | 7         | 30,6 %    | 8         | 31,9 %    |
| Wahlbeteiligung                                                       | 52,7 %    | 52,7 %    | 43,5 %    | 43,5 %    | 45,4 %    | 45,4 %    | 48,9 %    | 48,9 %    |

### Weitere Wahlen
In der folgenden Tabelle sind die Ergebnisse von Bundes-, Landtags- und Europawahlen in Bad Tölz dargestellt.
| Jahr | Wahl           | Wbt. | CSU  | AfD  | Grüne | SPD  | Linke | FDP | BSW | FW   | ÖDP | Sonst. |
| ---- | -------------- | ---- | ---- | ---- | ----- | ---- | ----- | --- | --- | ---- | --- | ------ |
| 2025 | Bundestagswahl | 81,1 | 38,8 | 15,9 | 14,2  | 10,6 | 5,8   | 4,9 | 3,5 | 3,3  | 0,4 | 2,6    |
| 2024 | Europawahl     | 62,7 | 39,2 | 10,4 | 14,1  | 8,2  | 1,3   | 4,4 | 5,3 | 6,2  | 2,2 | 8,7    |
| 2023 | Landtagswahl   | 69,5 | 37,5 | 12,3 | 17,7  | 6,3  | 2,0   | 3,4 | —   | 15,1 | 1,8 | 3,9    |

### Bürgermeister
Erster Bürgermeister ist Ingo Mehner (CSU). Er wurde am 15. März 2020 bei drei Mitbewerbern mit 50,84 % der gültigen Stimmen gewählt. Sein Vorgänger war von Mai 2008 bis April 2020 Josef Janker (CSU).

Banner

### Wappen und Banner
| Wappen von Bad Tölz | Blasonierung: „In Schwarz ein halber, rot bewehrter goldener Löwe.“ |
| Wappen von Bad Tölz | Wappenbegründung: Am Großen Brandbrief von 1374 war erstmals das Siegel des Marktes Tölz dargestellt, das „Sigillum Civium In Tollentze“. Aus diesem entwickelte sich das ab 1565 überlieferte Wappen. Der halbe Löwe bezog sich dabei auf das Herzogtum Baiern und war ursprünglich auf blauem Grund dargestellt. |

Banner: „Das Banner ist schwarz-gelb geteilt.“

### Städtepartnerschaften
Bad Tölz unterhält nachfolgende Städtepartnerschaften:
- Frankreich: Vichy in der Region Auvergne-Rhône-Alpes (seit 1963)
- Italien: San Giuliano Terme in der Toskana (seit 2001)
- Österreich: Marktgemeinde Mayrhofen im Zillertal.

## Religionsgemeinschaften
Im Gemeindegebiet gehören rund 10.700 Einwohner der römisch-katholischen Kirche an. Der Pfarrverband von Bad Tölz besteht aus den Pfarrgemeinden Mariä Himmelfahrt Bad Tölz, Hl. Familie Bad Tölz und St. Martin Ellbach. Darüber hinaus ist die Pfarrei St. Nikolaus der Gemeinde Wackersberg dem Pfarrverband angeschlossen. Der Pfarrverband befindet sich in der Erzdiözese München und Freising (Region Süd).
Die evangelisch-lutherische Kirchengemeinde Bad Tölz stellt die zweitgrößte Glaubensgemeinschaft in Bad Tölz. Sie gehört neben elf weiteren Gemeinden dem evangelisch-lutherischen Dekanat Bad Tölz (ca. 35.000 Mitglieder) an.
Andere christliche Konfessionen sind durch die altkatholische Teilgemeinde Bad Tölz (Pfarrei München), die Freie Christengemeinde Bad Tölz und die Neuapostolische Kirche vertreten. Die islamische Gemeinde, die Zeugen Jehovas, sowie eine buddhistische Gruppe stellen weitere Religionsgemeinschaften.

## Verkehr

### Straßenverkehr
Durch Bad Tölz führen die Bundesstraße 13 von Würzburg zum Sylvensteinspeicher und die Bundesstraße 472, ein Teil der Deutschen Alpenstraße, von Marktoberdorf nach Irschenberg.
Eine 2,5 km lange Nordumfahrung im Bereich der Kaserne für die überlasteten Bundesstraßen 472 und 13 ist als vordringlicher Bedarf im Bundeswegeplan enthalten. Die Baukosten werden auf 8,5 Mio. Euro projektiert.

### Bahnverkehr
Bad Tölz liegt an der Bahnstrecke München–Lenggries, die ab Holzkirchen eingleisig und nicht elektrifiziert ist. Der Bahnhof Bad Tölz wird im Stundentakt durch die Regionalbahn-Züge der Bayerischen Regiobahn (BRB) von München Hbf nach Lenggries bedient (Linie RB 56). In der Hauptverkehrszeit sowie am Wochenende wird durch zusätzliche Verstärkerzüge ein Halbstundentakt angeboten.

### Busverkehr
Insgesamt drei Stadtbuslinien, sieben Regionalbuslinien und eine Expressbuslinie des Münchner Verkehrs- und Tarifverbundes (MVV) fahren Bad Tölz an. Die wichtigsten Haltestellen sind der Bahnhof und der Zentrale Omnibus-Bahnhof (ZOB Isarkai). Der Busbahnhof liegt zentraler als der Schienenbahnhof. Seit dem Fahrplanwechsel am 10. Dezember 2023 befindet sich Bad Tölz in den Tarifzonen 5 und 6 des MVV.
| Linie | Linienverlauf | Verkehrsunternehmen |
| ----- | --- | ------------------- |
| 311   | Bad Tölz Bf – ZOB Isarkai – Oberfischbach – Kurhaus – ZOB Isarkai – Stadtwerke – Bad Tölz Bf                     | RVO                 |
| 312   | Bad Tölz Bf – Behördenzentrum – Karwendelsiedlung – ZOB Isarkai – Karwendelsiedlung – Behördenzentrum – Bad Tölz | RVO                 |
| 313   | Bad Tölz Bf – Friedhof – Im Farchet – Friedhof – Bad Tölz Bf                                                     | RVO                 |
| 353   | Holzkirchen – Sachsenkam – Bad Tölz – Gaißach – Obergries – Lenggries                                            | RVO                 |
| 357   | Tegernsee Bf – Bad Wiessee – Gmund (Tegernsee) Bf – (Miesbach-) Waakirchen – Reichersbeuern – Bad Tölz           | RVO                 |
| 364   | Bad Tölz – Wackersberg – Arzbach – Lenggries (- Brauneckbahn – Hohenburg)                                        | RVO                 |
| 368   | Holzkirchen S R – Otterfing – Dietramszell – Kirchbichl – Bad Tölz                                               | RVO                 |
| 377   | Bad Tölz – Ascholding – Egling – Wolfratshausen S                                                                | RVO und Geldhauser  |
| 379   | Bad Tölz – Königsdorf – Geretsried – Wolfratshausen S                                                            | RVO                 |
| 391   | Bad Tölz R – Wackersberg – Bad Heilbrunn – Penzberg R                                                            | RVO                 |
| 392   | (Hohenburg -) Bad Tölz R – Bad Heilbrunn – Benediktbeuern – Kochel R                                             | RVO                 |
| X970  | Starnberg S R – Wolfratshausen S – Bad Tölz R                                                                    | Geldhauser          |

## Öffentliche Einrichtungen

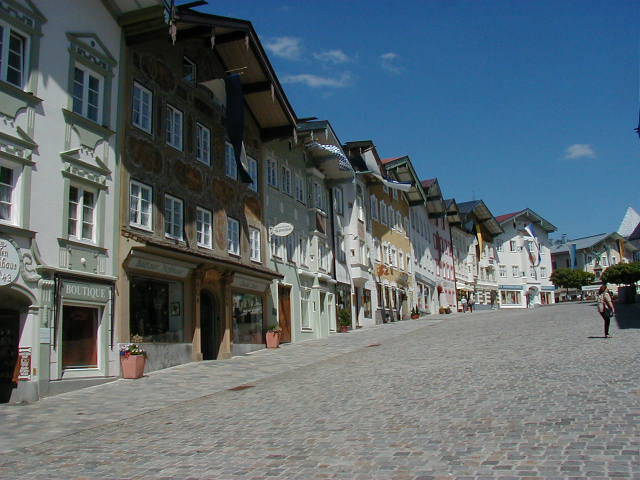
Marktstraße

### Bildungseinrichtungen
Als Bildungszentrum des südlichen Landkreises Bad Tölz-Wolfratshausen verfügt die Stadt über eine hohe Schuldichte. Dazu gehören neben drei Grundschulen eine Mittelschule, eine Realschule und das Gabriel-von-Seidl-Gymnasium. Dazu kommen eine Schule für Lernbehinderte sowie eine Schule für geistig Behinderte. Ebenfalls in Tölz ansässig sind das Berufsbildungszentrum für Maurer und Zimmerer, die Staatliche Berufsschule sowie eine Fachoberschule und eine Berufsoberschule.
Zudem bietet die Fachhochschule für angewandtes Management auf ihrem Campus Bad Tölz verschiedene Studiengänge an.

### Ämter
Seit der bayerischen Kreisreform des Jahres 1972 konzentrieren sich die Ämter des Landkreises in den Städten Bad Tölz und Wolfratshausen. Die Hauptstellen des Landratsamtes und des Forstamtes befinden sich in Bad Tölz. Vom Finanzamt und Amt für Digitalisierung, Breitband und Vermessung sind Außenstellen in der Stadt angesiedelt.

## Freizeit und Sport
Die Stadt ist für ihren hohen Freizeitwert bekannt. Nach der Schließung des Erlebnisbads Alpamare verfügt die Stadt noch über ein Hallen- und Naturfreibad. In der näheren Umgebung befinden sich mehrere Golfplätze sowie Klettermöglichkeiten. Das DAV-Kletterzentrum Oberbayern Süd befindet sich in Bad Tölz. Tölz und das Oberland wurden schon 1892 als geeignetes Ziel für Radfahrer beschrieben. Heute liegt die Stadt am Knotenpunkt mehrerer Radwanderwege z. B. die Via Bavarica Tyrolensis, der Isarradweg sowie der Bodensee-Königssee-Radweg.
Der Heilklimapark Tölzer Land bietet 37 Routen für Wanderer mit einer Gesamtlänge von 340 Kilometern durch den Luftkurort und benachbarte Städte wie Bad Heilbrunn, Kochel am See, Wackersberg und Lenggries an. Die Routen enthalten aktuelle Informationen über das Klima und sind vom Deutschen Wetterdienst nach leistungsphysiologischen und bioklimatologischen Kriterien geprüft.
Ein sportliches Aushängeschild der Stadt ist der Eishockeysport und die hier beheimateten Tölzer Löwen. In der für Heimspiele genutzten Hacker-Pschorr-Arena finden 4115 Personen Platz.
Der 1248 Meter hohe Blomberg, der Hausberg von Bad Tölz, bietet mit seinen ausgeschilderten Wanderwegen und Mountainbikerouten viele Möglichkeiten zur Freizeitgestaltung. Große Teile des bewaldeten Blombergs gehören der Stadt Bad Tölz. Seit 2021 besteht mit dem „Entdeckerpfad“ am Blomberg ein Erlebnispfad für Familien. Außerdem befinden sich hier Sommer- und Winter-Rodelbahnen, ein Klettergarten, eine Seilbahn und verschiedene gastronomische Einrichtungen.

## Kultur und Sehenswürdigkeiten

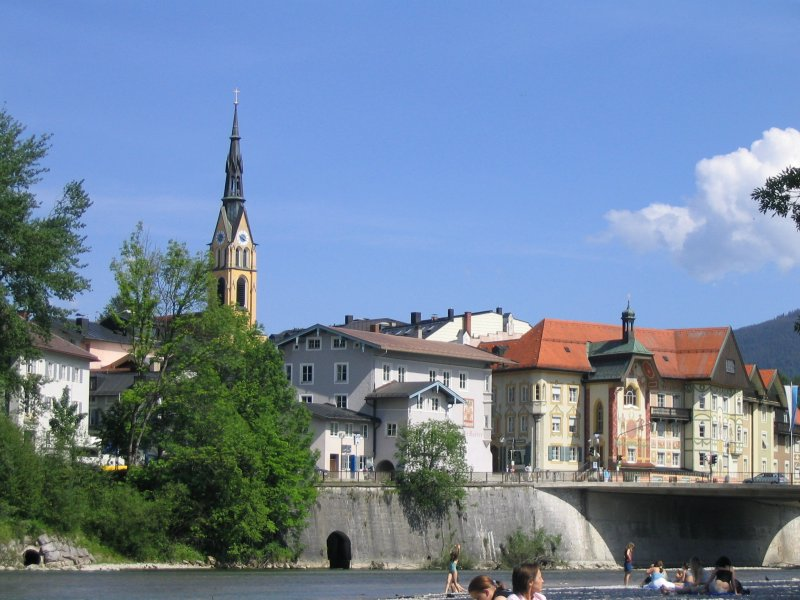
Im Sommer 2003

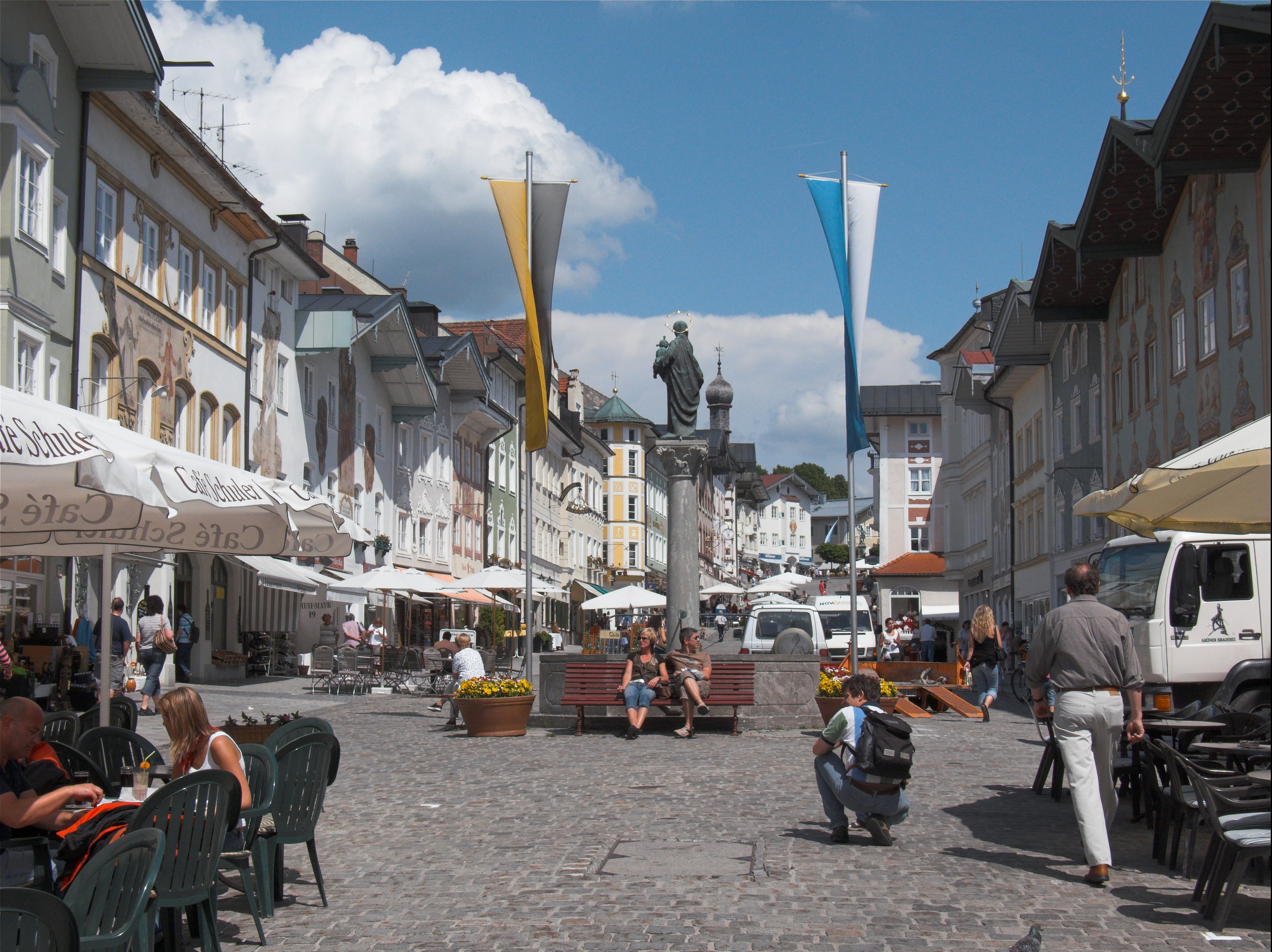
Untere Marktstraße

### Bauwerke
Die Marktstraße bildet ein spätmittelalterliches und barockes Ensemble mit breitgelagerten und mit Fassadenmalereien (Lüftlmalerei) geschmückten Häusern der Tölzer Kaufleutefamilien und Patrizier. Hervorzuheben sind dabei die alte Posthalterei von 1600, das Sporerhaus, das Moralthaus und das Alte Rathaus mit dem Zwiebelturm aus dem 15. Jahrhundert, das ehemalige Mädchenschulhaus (1843 bis 1982) von 1588, das Marienstift, das Höckhenhaus und das Pflegerhaus Kaspar Winzerers des II. von 1485. Im Keller des heutigen Metzgerbräus unterhalb der Stadtpfarrkirche sind spätgotische Gewölbeüberreste der ersten Tölzer Burg erhalten. Das Tölzer Schloss stand, bis es 1770 wegen eines Unwetters zu weiten Teilen einstürzte, an der Stelle des heutigen Schlossplatzes und des neuen Rathauses, das 1772 erbaut wurde und ab 1779 als Sitz des Landrichters diente.
Der aus dem Jahr 1353 stammende Khanturm, eines der bedeutendsten mittelalterlichen Bauwerke der Stadt, der den historischen Abschluss der Marktstraße gebildet hatte, wurde auf Beschluss des Stadtrats 1969 trotz Protesten dem wachsenden Autoverkehr geopfert. Anschließend entstand ein freier, dem historischen Original lediglich angenäherter und verbreiterter Neubau. Anstelle der gotischen Tordurchfahrt besitzt der von dem Architekten Hans Döllgast konzipierte neue Turm einen breiten, in Betonbauweise errichteten Flachbogen.
An ihrem oberen östlichen Ende befindet sich das 1887 errichtete Denkmal für Kaspar Winzerer III, genannt der „Goldene Ritter“. Er war Landpfleger in Tölz. Das von Johann Nepomuk Sepp initiierte Denkmal dient zugleich dem Andenken der sechs gefallenen Tölzer des Deutsch-Französischen Krieges. Ebenfalls am Beginn der Marktstraße befindet sich im prunkvollen Heimat- und Bürgerhaus von 1602 das Stadtmuseum. Dieses Heimat- und Bürgerhaus dient auch als Kulisse für das Polizeipräsidium der Fernsehserie Der Bulle von Tölz.

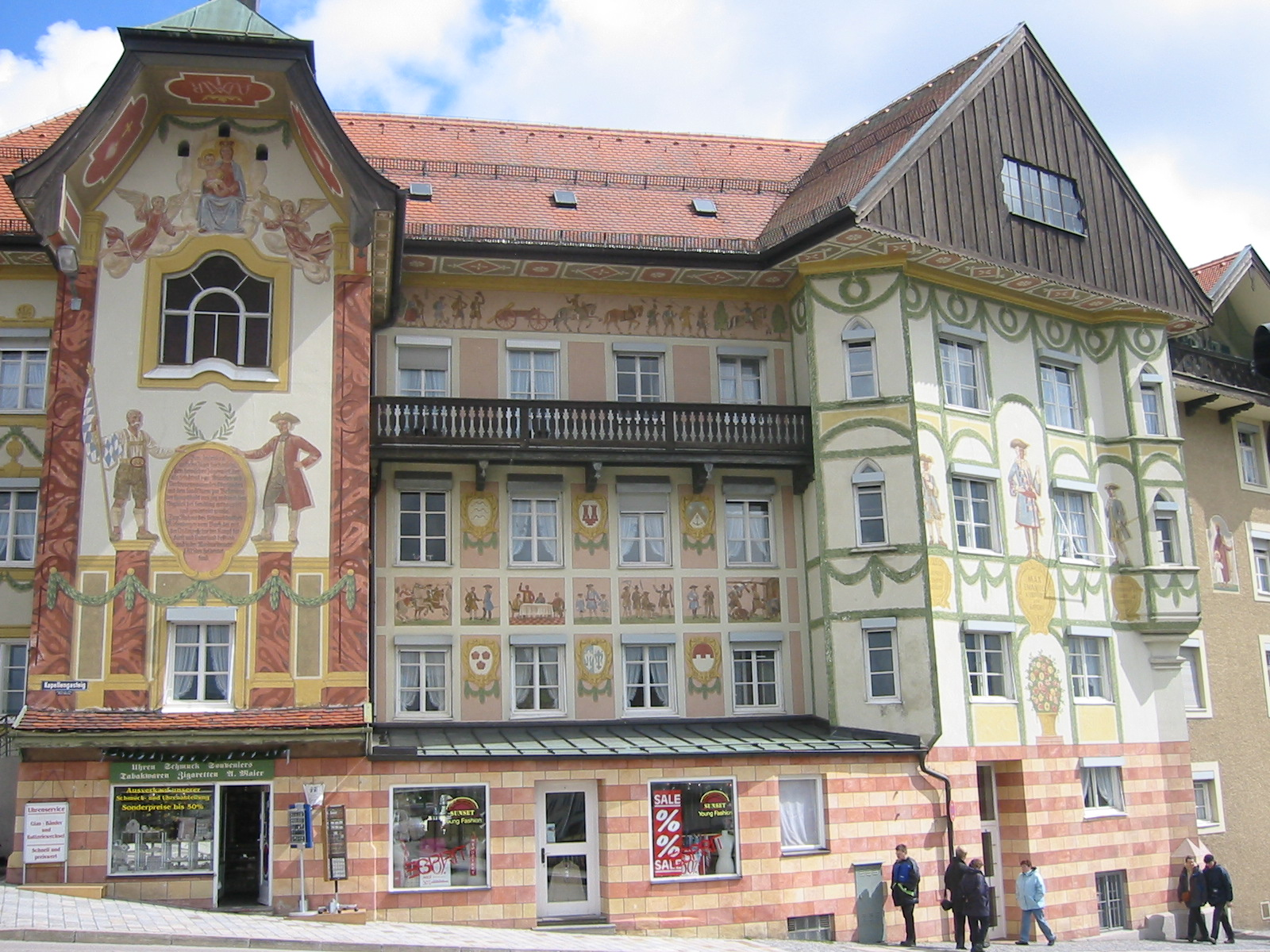
Fassade des Marienstifts

Weiter hinab in Richtung Isar liegt die spätmittelalterliche Stadtpfarrkirche Mariä Himmelfahrt, das älteste bestehende Bauwerk des Isarwinkels (erbaut ab 1460), die 1875 bis 1877 den neugotischen Turm erhielt und deren Ausstattung teilweise aus dem 19. Jahrhundert stammt.
Die Stadt im Norden überblickend liegt der Kalvarienberg mit der Heilig-Kreuz-Kirche, einer Doppelkirchen-Anlage des 18. Jahrhunderts (erbaut ab 1723), der Heiligen Stiege (Nachbildung der Scala Santa in Rom) und der Leonhardikapelle. Die Kapelle wurde 1718 zu Ehren des Heiligen Leonhard und der Gefallenen des Bauernaufstandes von 1705 errichtet. Zudem ist sie Ziel der alljährlich seit 1856 am 6. November stattfindenden Tölzer Leonhardifahrt, mit mehr als 80 Wagen und jährlich rund 25.000 Besuchern, die größte ihrer Art. Dort verläuft ebenfalls einen Kreuzweg, der wie die Kalvarienbergkirche vom Salzbeamten Nockher gestiftet wurde. Auf diesem Kalvarienberg befand sich im Mittelalter und der frühen Neuzeit auch eine der beiden Hinrichtungsstätten in Tölz, woran der Name Galgenleite erinnert. Dem Gedenken an den Bauernaufstand wurde auch das alte Marien-Damen-Stift umgewidmet. Aus Anlass des 200. Jahrestages des Aufstandes richtete die Stadt das historische Gebäude als Denkmalhaus ein. Das Äußere wurde nach Entwürfen des Münchner Architekten Gabriel von Seidl umgestaltet und erhielt als Fassadenmalereien Szenen des Kampfes (siehe Bild).
Vom Kalvarienberg bietet sich ein Panoramablick über den Isarwinkel, bis in das Karwendelgebirge. Östlich der Marktstraße befindet sich die Filialkirche Maria Hilf (Mühlfeldkirche, erbaut ab 1735) mit einem Fresko der Tölzer Pestprozession von Matthäus Günther im Altarraum und einem Doppelzwiebelturm.
Im Badeteil der Stadt, westlich der Isar, liegen der Kurpark, der Streidlpark und der Rosengarten. Ebenso befindet sich dort die Franziskanerkirche. Ihren Bau veranlasste Maximilian I. 1624, der Franziskaner aus Mailand nach Tölz schickte, um dort ein Kloster zu errichten. Ebenfalls am linken Isarufer liegt die 1879/80 erbaute evangelische Johanneskirche mit einem Deckengemälde von Hubert Distler von 1970 und einem Altarbild von Lovis Corinth von 1898.

### Denkmäler
Auf einer Anhöhe über der Stadt, Richtung Wackersberg, steht das Ehrenmal der Spielhahnjägerdivision. Dieses Denkmal wurde dort 1957 errichtet und dient zum Gedenken an mehr als 10.000 im Zweiten Weltkrieg gefallene Spielhahnjäger. Zuvor stand an dieser Stelle ein Pavillon (genannt Belvedére), der 1848 von Studenten und dem Freikorps Tölz zu Ehren von Reichsverweser Johann von Österreich errichtet wurde.

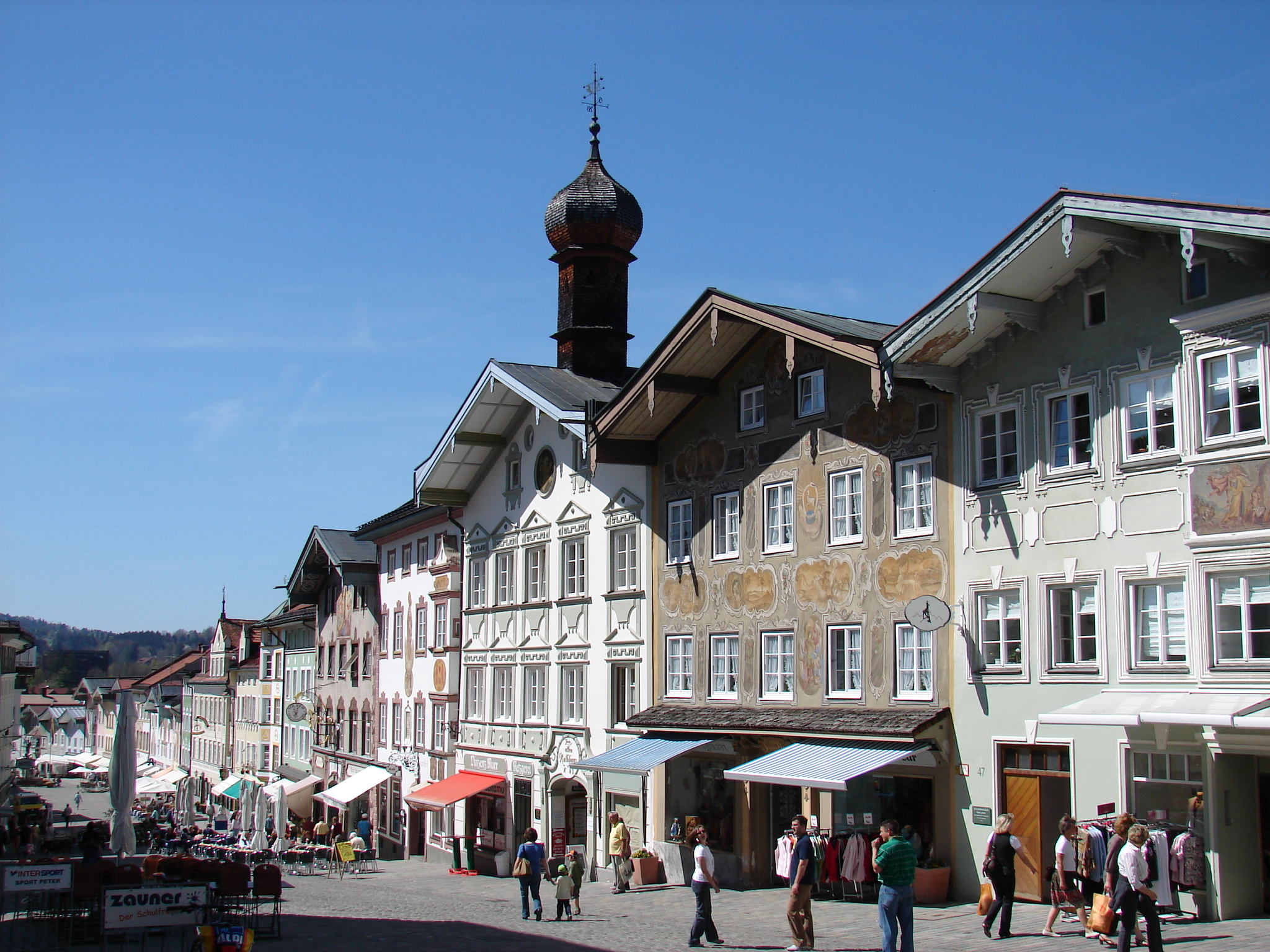
Marktstraße (2007)

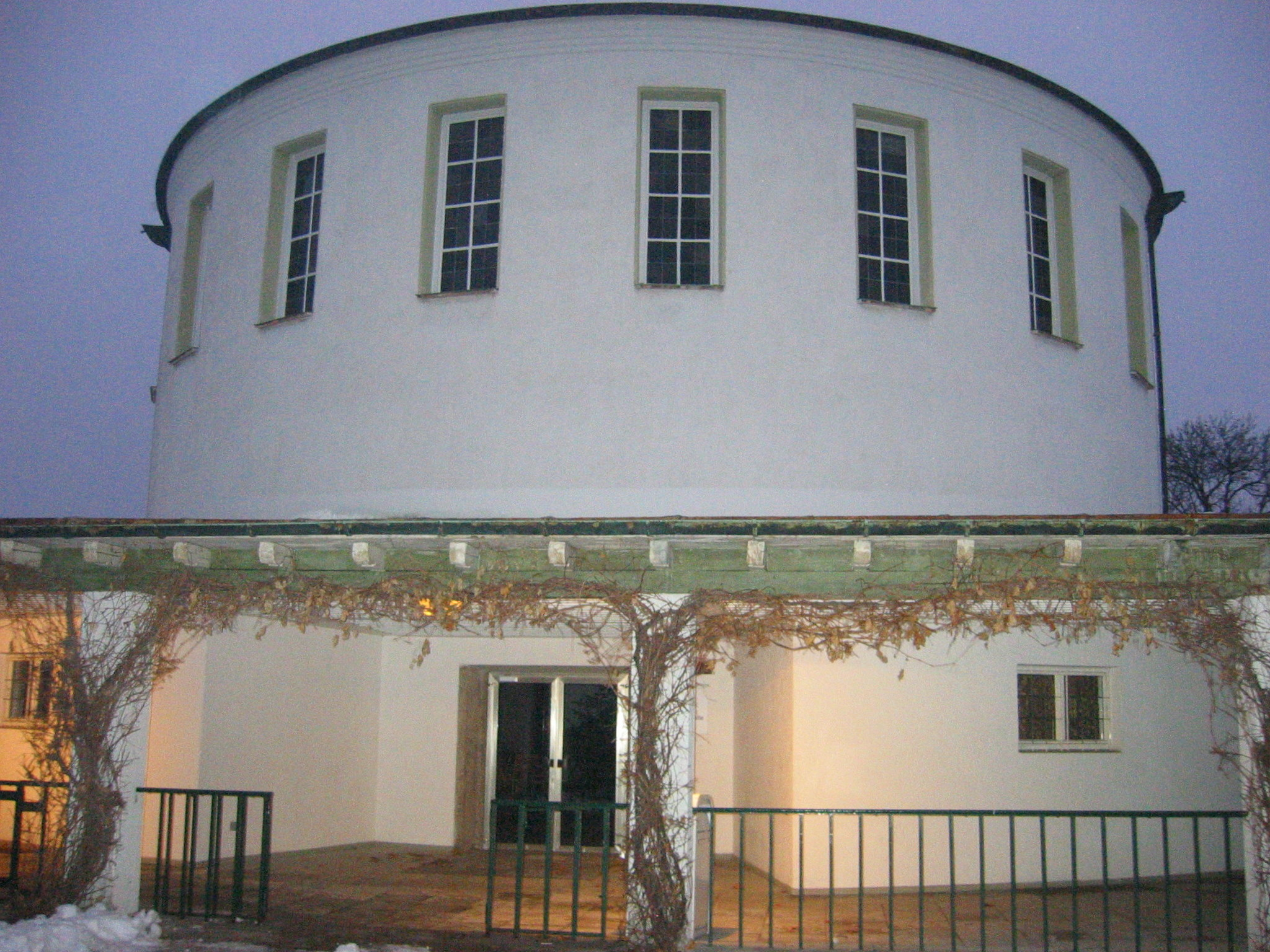
Trink- und Wandelhalle

Als Bindeglied zwischen der Tölzer Altstadt und dem Badeteil dient die Isarbrücke. Sie wurde im Laufe der Jahrhunderte häufig erneuert und umgestaltet. Die letzte Holzbrücke wurde 1881 durch eine eiserne ersetzt. Dieser folgte 1934 eine Stahlbetonbrücke, deren Achse erstmals zur Marktstraße ausgerichtet war. Die heutige Isarbrücke wurde 1969 errichtet.
Sehenswert sind im Badeteil zudem das Flößerdenkmal und die 1929–1930 von Heinz Moll neu errichtete Wandelhalle, die größte Europas (110 m lang). Die Wandelhalle hat sich seit dem Ende der Kur zu einem Anziehungspunkt für Künstler und Kuratoren entwickelt, die hier Ausstellungen und interdisziplinäre Kulturprojekte realisieren.
Das Kurhaus wurde nach dem Entwurf von Gabriel von Seidl erbaut, der 1913 verstarb, so dass sein Bruder Emanuel von Seidl die Arbeit bis zur Fertigstellung übernahm.

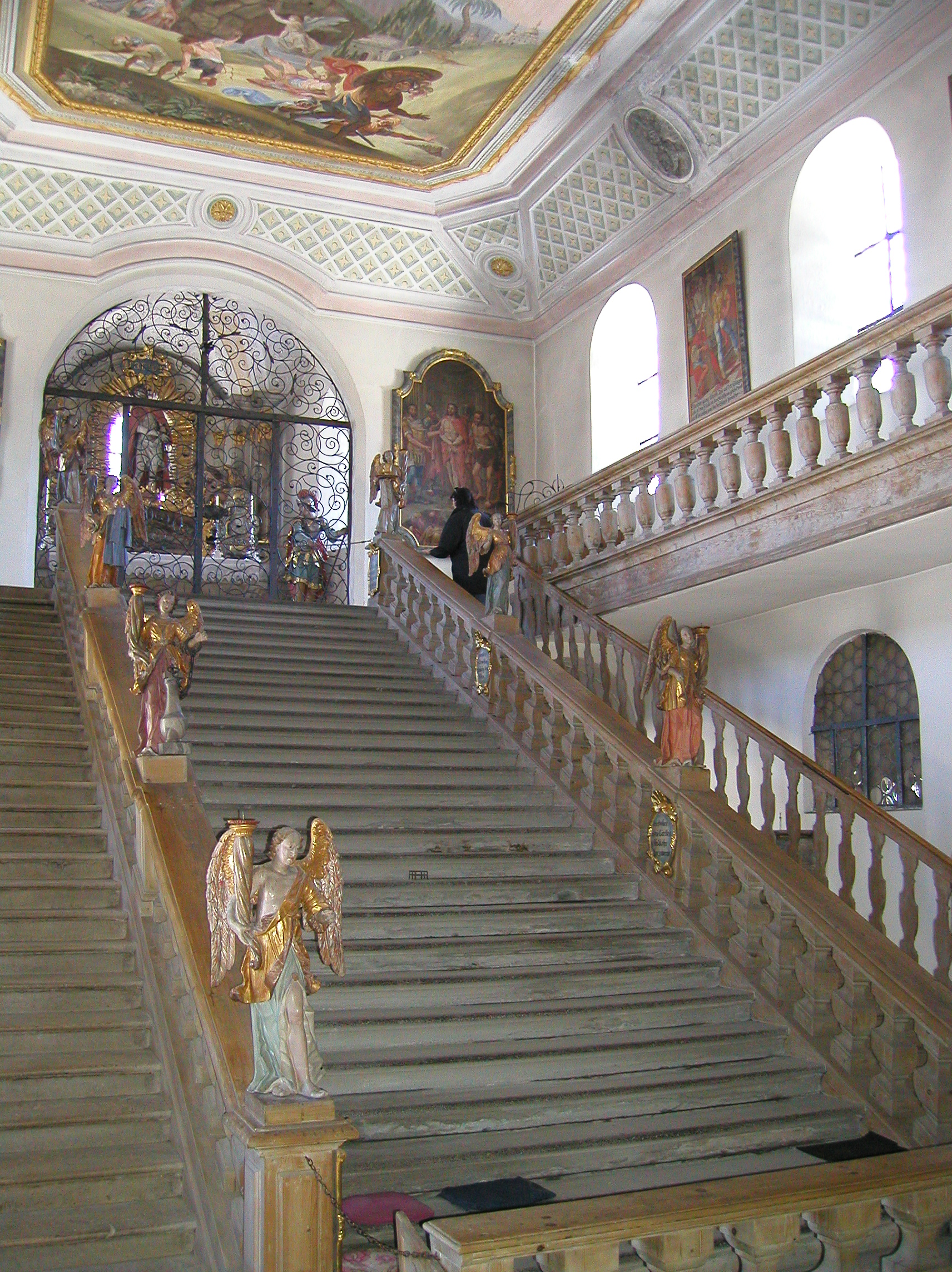
Stiege in der Kalvarienbergkirche

Nahe dem Isarufer beim Jägerwirt befinden sich der letzte verbliebene historische Kalkofen sowie der 1906 eingeweihte Waldfriedhof (nachdem die alten Friedhöfe um die Tölzer Kirchen aus hygienischen und Platzgründen nach und nach aufgelöst wurden). Etwas im Schatten der Marktstraße liegt der Gries mit seinen engen verwinkelten mittelalterlichen Gassen und Plätzen und zahlreichen Brunnen. Dieser Gemeindeteil, der älteste von Tölz, diente einst als Wohn- und Herbergsort der Handwerker (vor allem Flößer, Kalkbrenner, Siebmacher, Fischer, Köhler und Tischler). Weil sich viele der armen Handwerker damals kein eigenes Haus leisten konnten, besaßen oder mieteten diese oft nur ein Stockwerk. Davon zeugen an vielen Häusern im Gries die Holztreppen an der Außenwand.

#### Floriansbrunnen

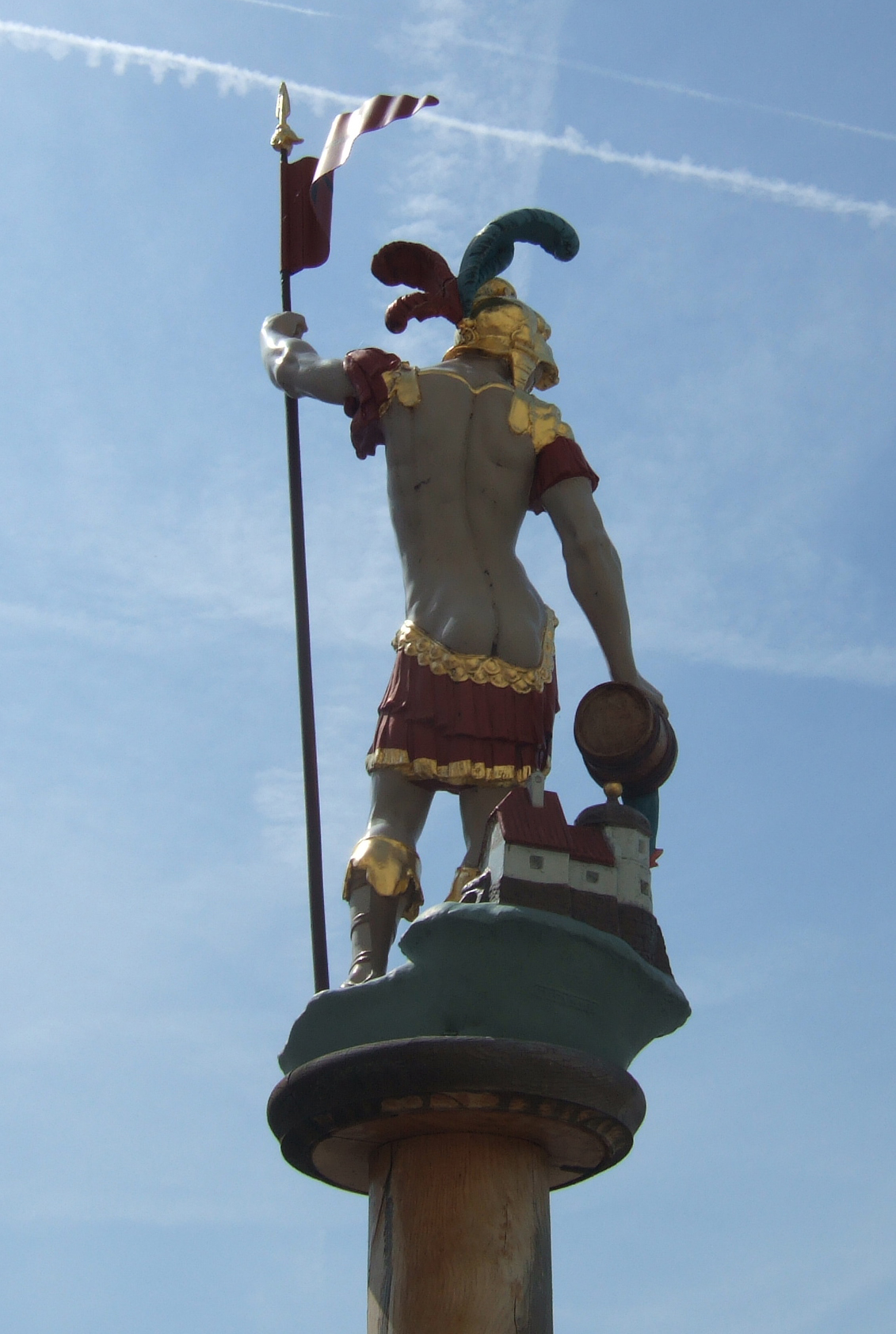
Skulptur des Heiligen Florian mit entblößtem Hintern

Als Ersatz für einen defekten Brunnen wurde 1905 am Fritzplatz ein neuer Brunnen erbaut. Die Figur ist ein Entwurf von Rudolf von Seitz und zeigt den Heiligen Florian mit entblößtem Hintern. Die Deutung, dass damit das seinerzeit dahinter gelegene Zoll- und Finanzamt verspottet werden sollte, gilt als falsch, denn die Figur mit entblößtem Hintern wurde mehrfach verkauft – z. B. auch nach Dorfen.

### Brauereien
Tölz war einst bekannt für sein Bier und als Hauptlieferant für München, wobei auch das Oktoberfest beliefert wurde, wo sich eigene Tölzer Bierstuben befanden. Bis ins 18. Jahrhundert gab es in Tölz 22 Brauereien. 19 davon befanden sich in der Marktstraße, zwei in der Klammergasse und eine am Amortplatz. Zahlreiche Gebäude- und Gassennamen erinnern an die Brauereigeschichte. Eine weitere kleine Brauerei befand sich im Franziskanerkloster. Die wenig ertragreichen Tölzer Hopfengärten wurden um 1650 aufgegeben, der Hopfen fortan vor allem aus Franken und Böhmen bezogen. Die Gerste wurde größtenteils in der Münchner Schranne eingekauft.
Der Vorteil des Marktes waren die kühlen Lagerkeller, isoliert und in Flussnähe. Tölz wurde auf Tuff erbaut, München hingegen auf Kies. So entstanden um 1700 mehrere Bierlagerkeller auf dem Mühlfeld, die teils heute noch existieren. Mit der Erfindung der Kompressionskältemaschine durch Carl von Linde 1873 war dieser Vorteil verloren und andernorts neu entstandene Brauereien minderten den Absatz merklich. Der Abstieg des Tölzer Brauwesens soll aber bereits ab 1816 eingesetzt haben.
Die letzte historische Brauerei, die Grünerbrauerei (gegründet im Jahr 1603), schloss 2005 und wurde zu einem Wohnhaus umgebaut. Inzwischen existieren in Tölz wieder zwei Brauereien. 2008 gründete ein ehemaliger Brauer des Klosters Reutberg eine neue Brauerei unter dem Namen Mühlfeldbräu unweit der ehemaligen Grünerbrauerei. Dieser folgte Ende 2015 das Binderbräu im Badeteil.

### Weitere Einrichtungen
In der Stadt finden sich mehrere Bibliotheken, z. B. die Stadtbibliothek und das Stadtarchiv, die Kurbibliothek im Badeteil sowie die Pfarrbücherei. Im Kulturhaus Alte Madlschule und im Kunstturm und Kunstpark am Flint-Center finden Ausstellungen sowie Lesungen statt.
Das Tölzer Marionettentheater am Schloßplatz besteht seit 1908 und ist damit eines der traditionsreichsten Figurentheater in Deutschland. Gegründet wurde es vom Apotheker Georg Pacher, dessen Großvater bereits ab 1850 ein Wandertheater betrieb. 2013 wurde dem Marionettentheater das einzige Zeiss-Planetarium im südbayerischen Raum angegliedert.
Seit 2009 befindet sich in Bad Tölz das Simulationszentrum für die Berg- und Luftrettung der Bergwacht Bayern. Die weltweit erste derartige Simulationsanlage bietet den Vorteil, dass weitgehend auf Schulungen an echten Hubschraubern verzichtet werden kann.
Von 2010 bis 2012 gab es ein Taximuseum, in dem neun Oldtimer, überwiegend Taxis, ausgestellt waren.

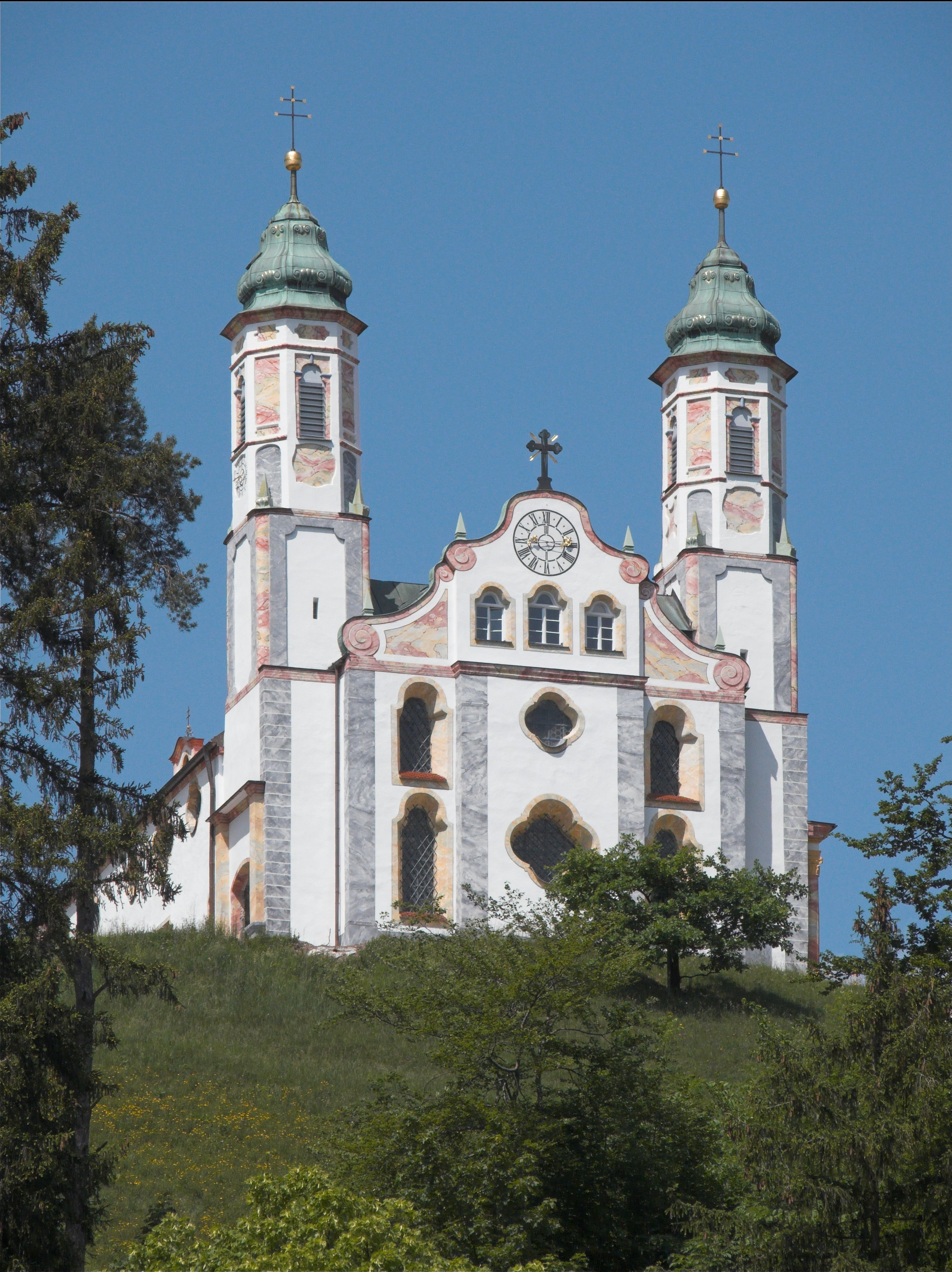
Heilig-Kreuz-Kirche auf dem Kalvarienberg

### Regelmäßige Veranstaltungen
In Bad Tölz finden regelmäßig Veranstaltungen mit überregionalem Charakter statt, z. B. die bekannte Tölzer Leonhardifahrt, der Christkindlmarkt sowie die Tölzer Rosentage.

### Bodendenkmäler
In Bad Tölz gibt es unter und bei Kirchen, Klöstern oder Burgen Bodendenkmäler aus dem späten Mittelalter und der frühen Neuzeit.

## Persönlichkeiten
Eine aktuelle Ehrenbürgerschaft besitzen der Maler Joseph Wenglein, der Architekt Gabriel von Seidl, der Historiker und Verfasser der Ortschronik Georg Westermayer sowie Georg Schierghofer von der Tölzer Leonhardifahrt.